# Zakopane

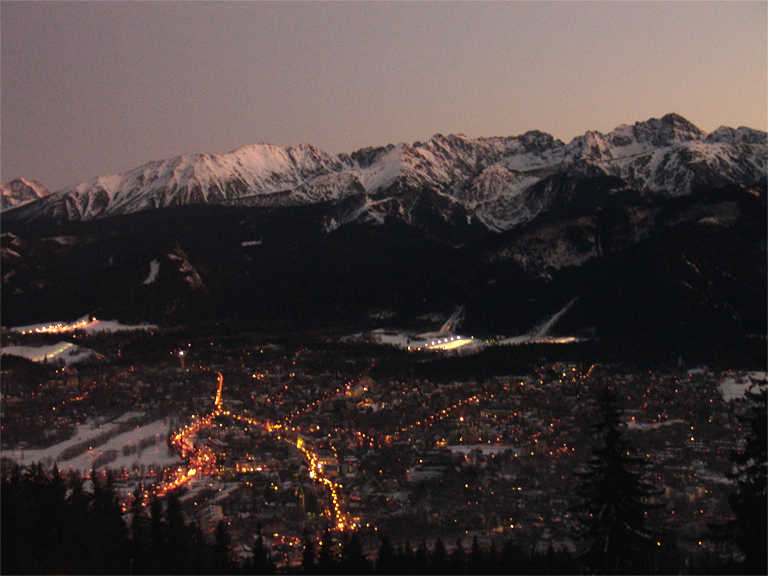
Vortatragraben mit Zakopane von der Gubałówka

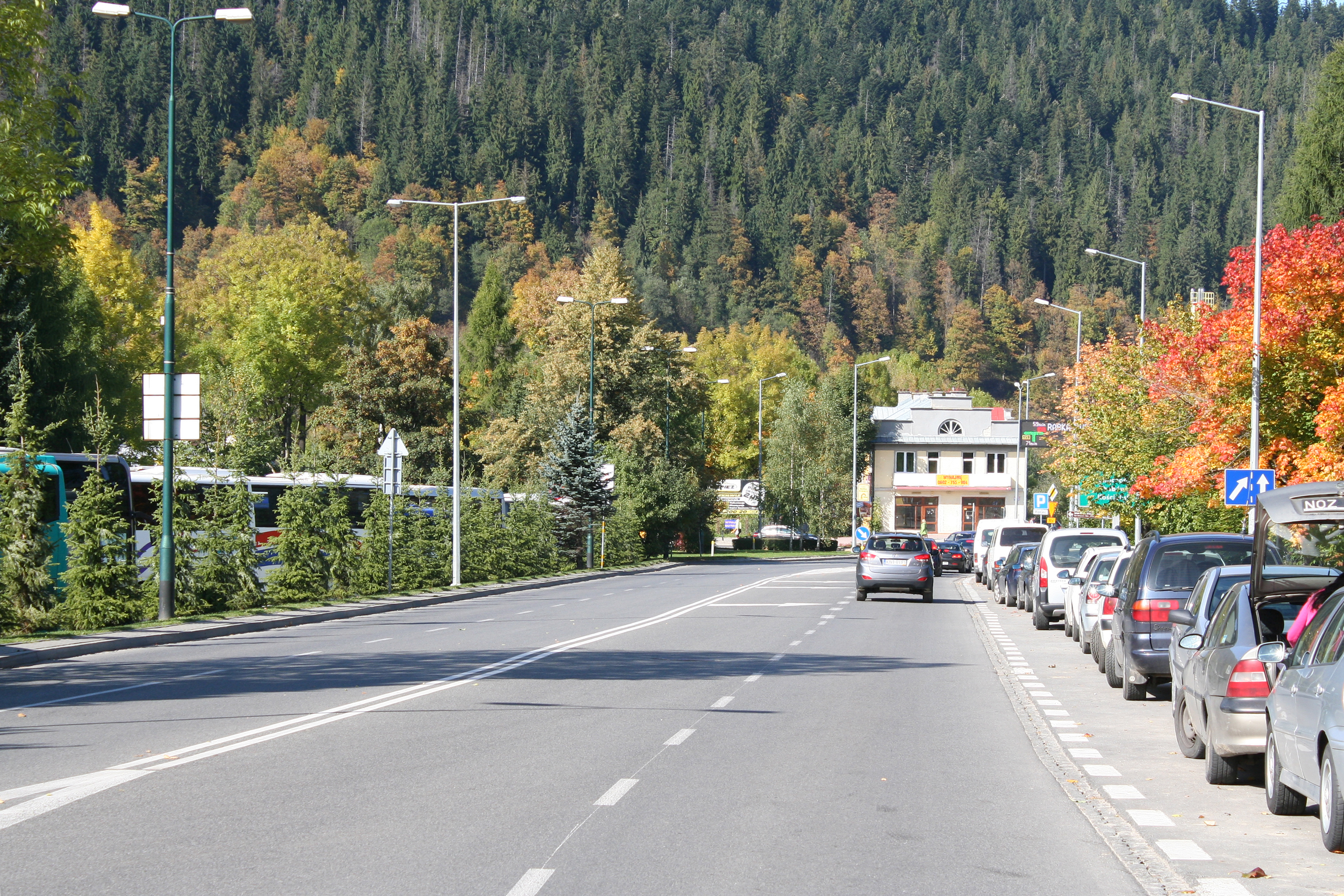
Ortseinfahrt

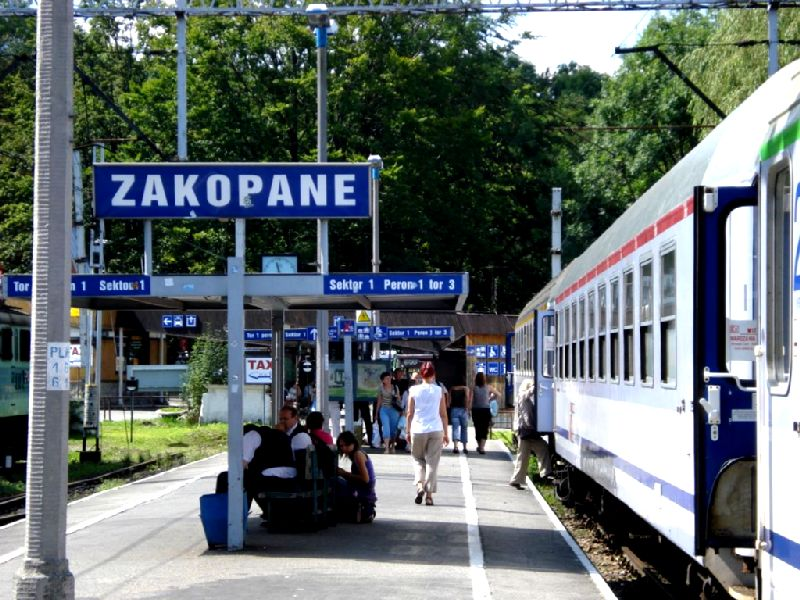
Bahnhof

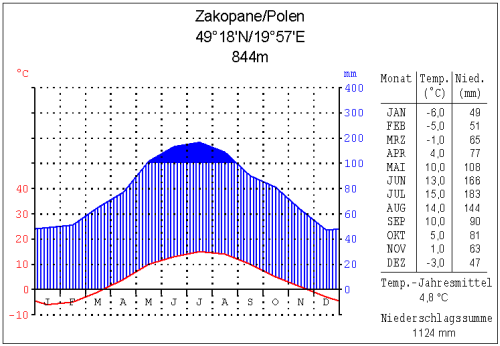
Klimadiagramm

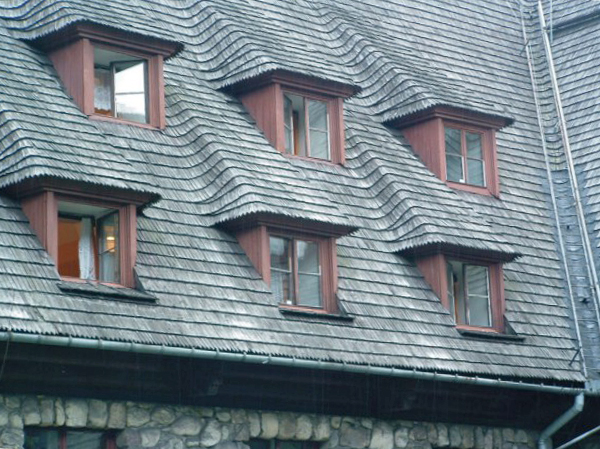
Schindeldach des Touristenhauses

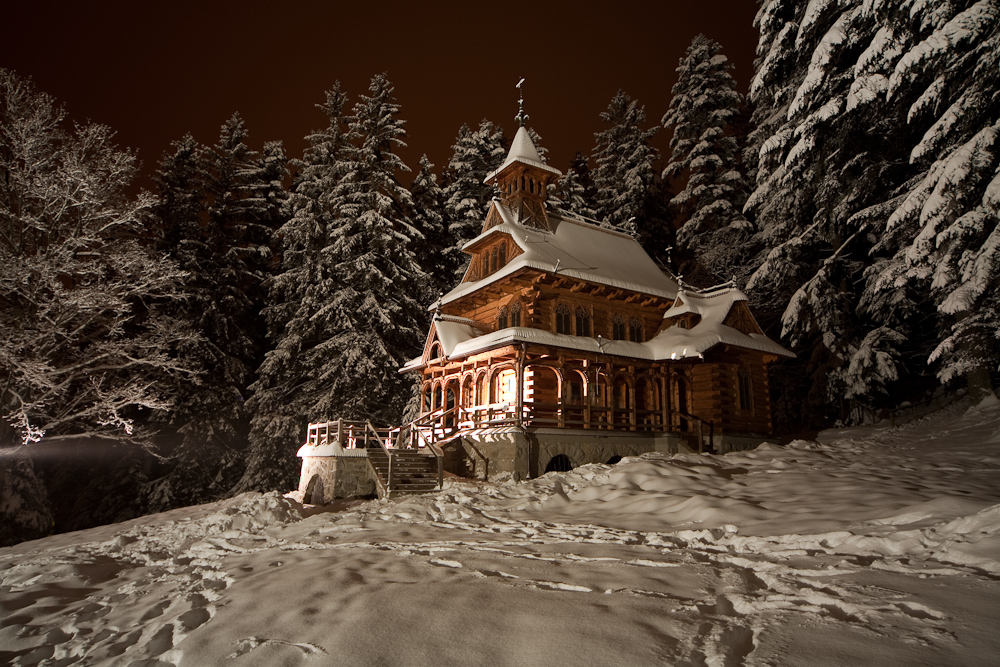
Kapelle im Zakopane-Stil

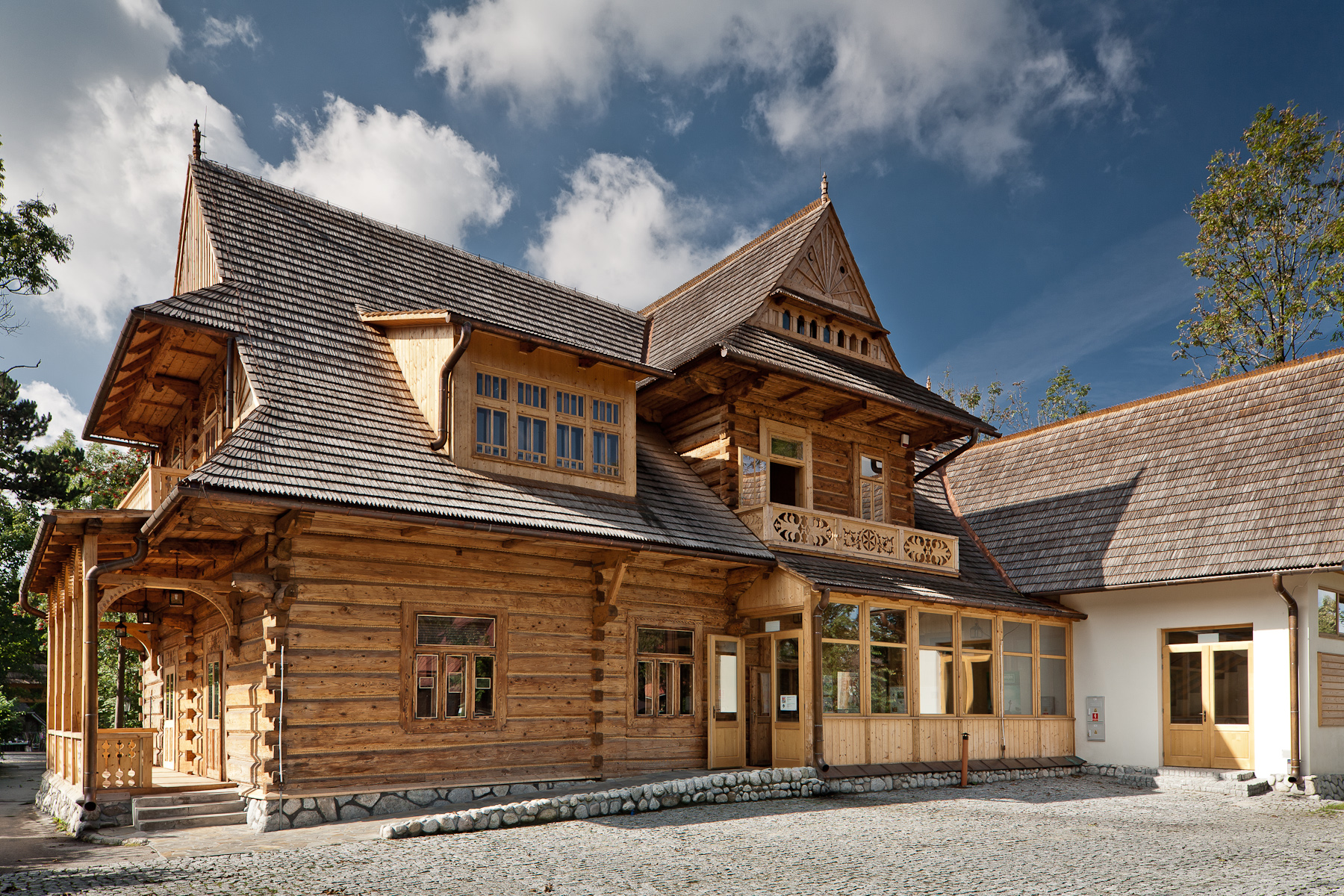
Villa Oksza im Zakopane-Stil

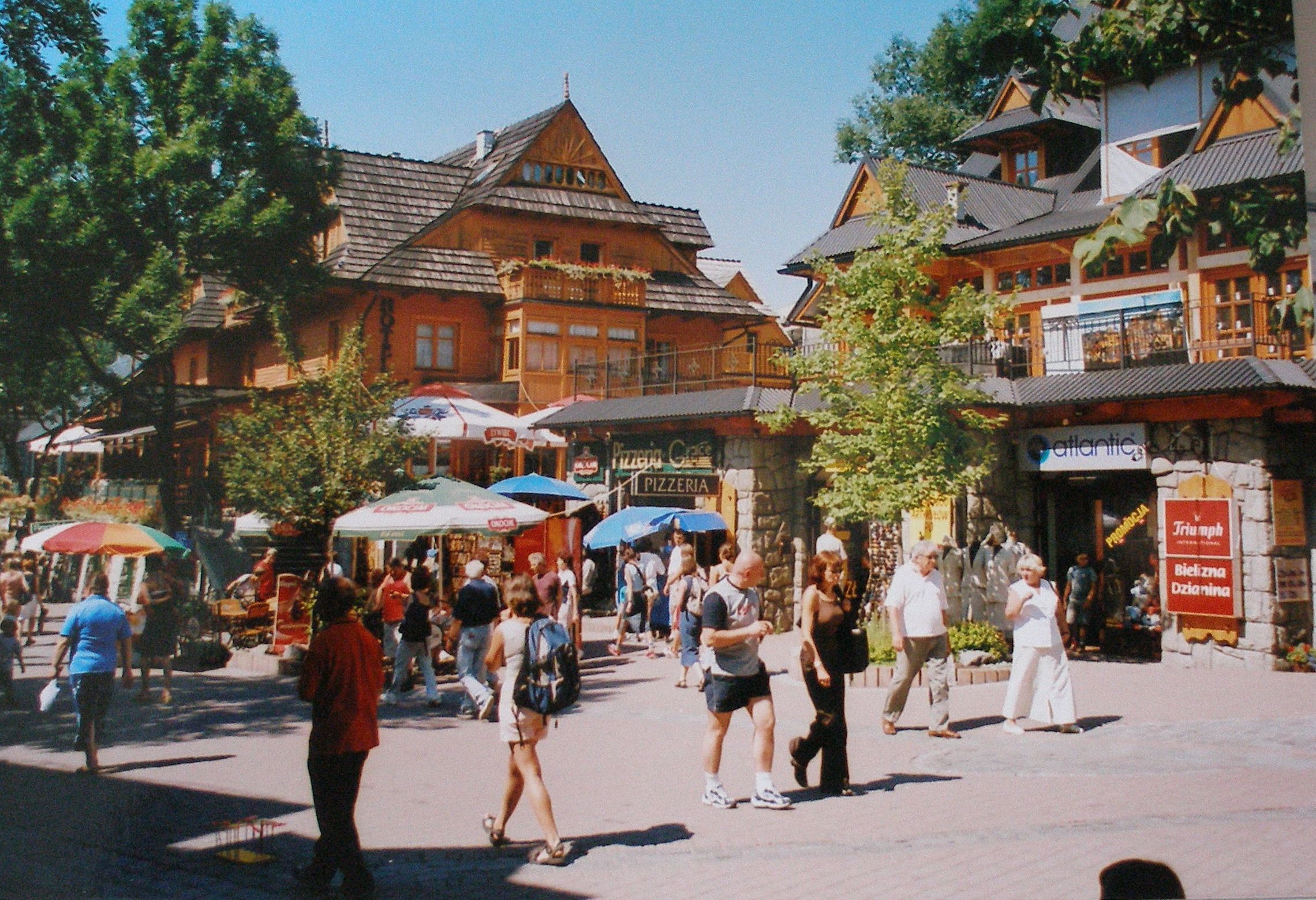
Moderne Holzarchitektur

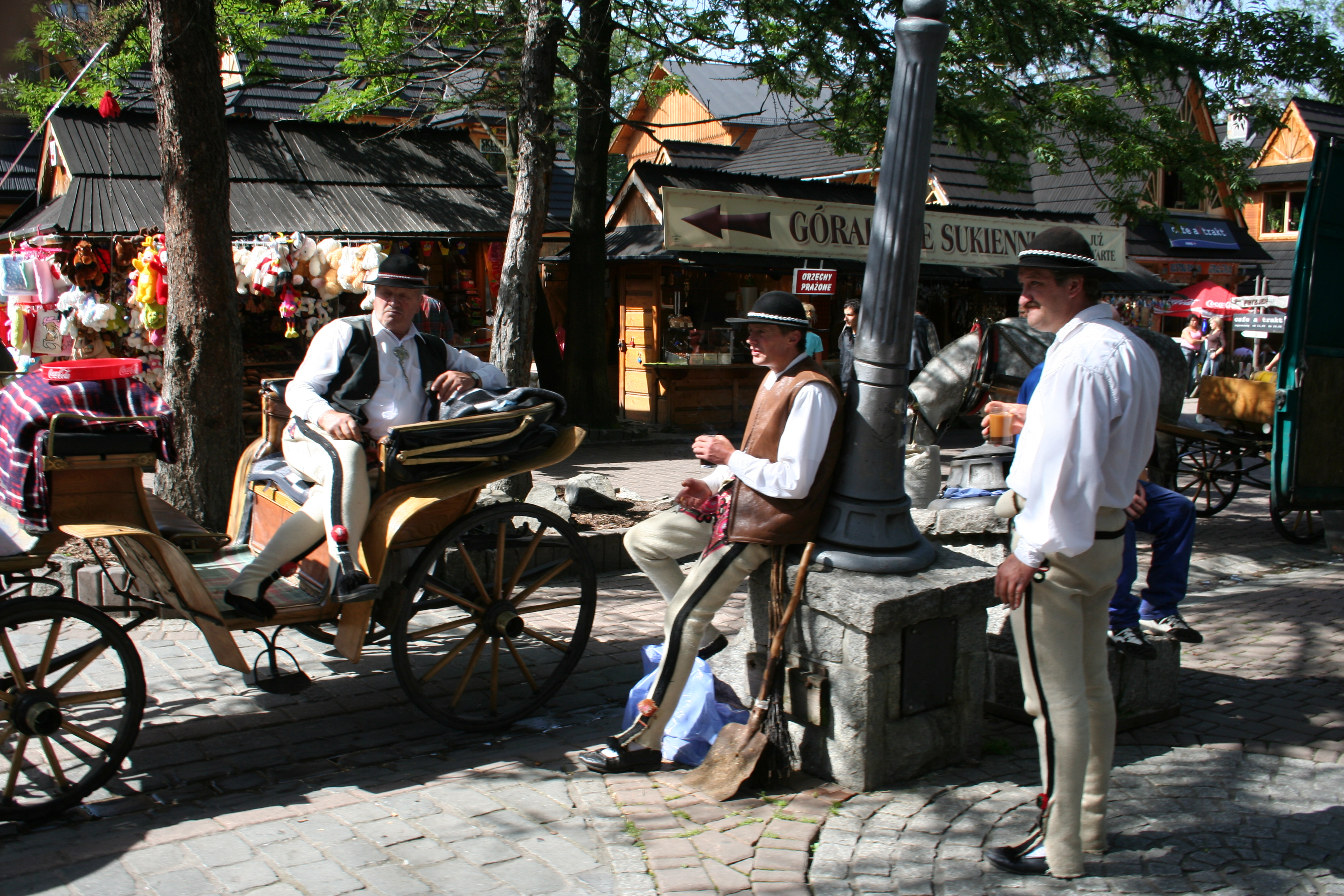
Einkaufs- & Flaniermeile Krupówki

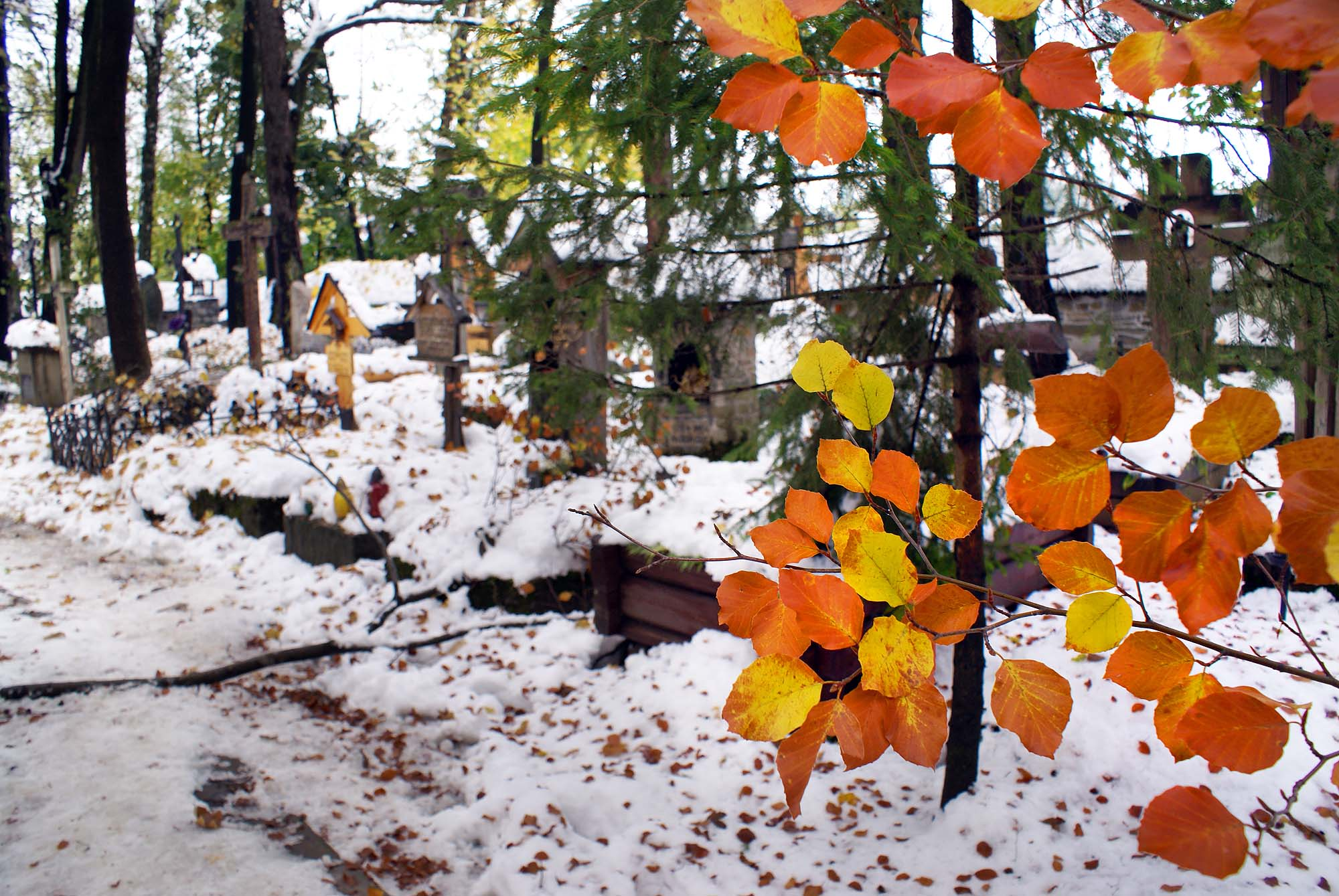
Alter Friedhof

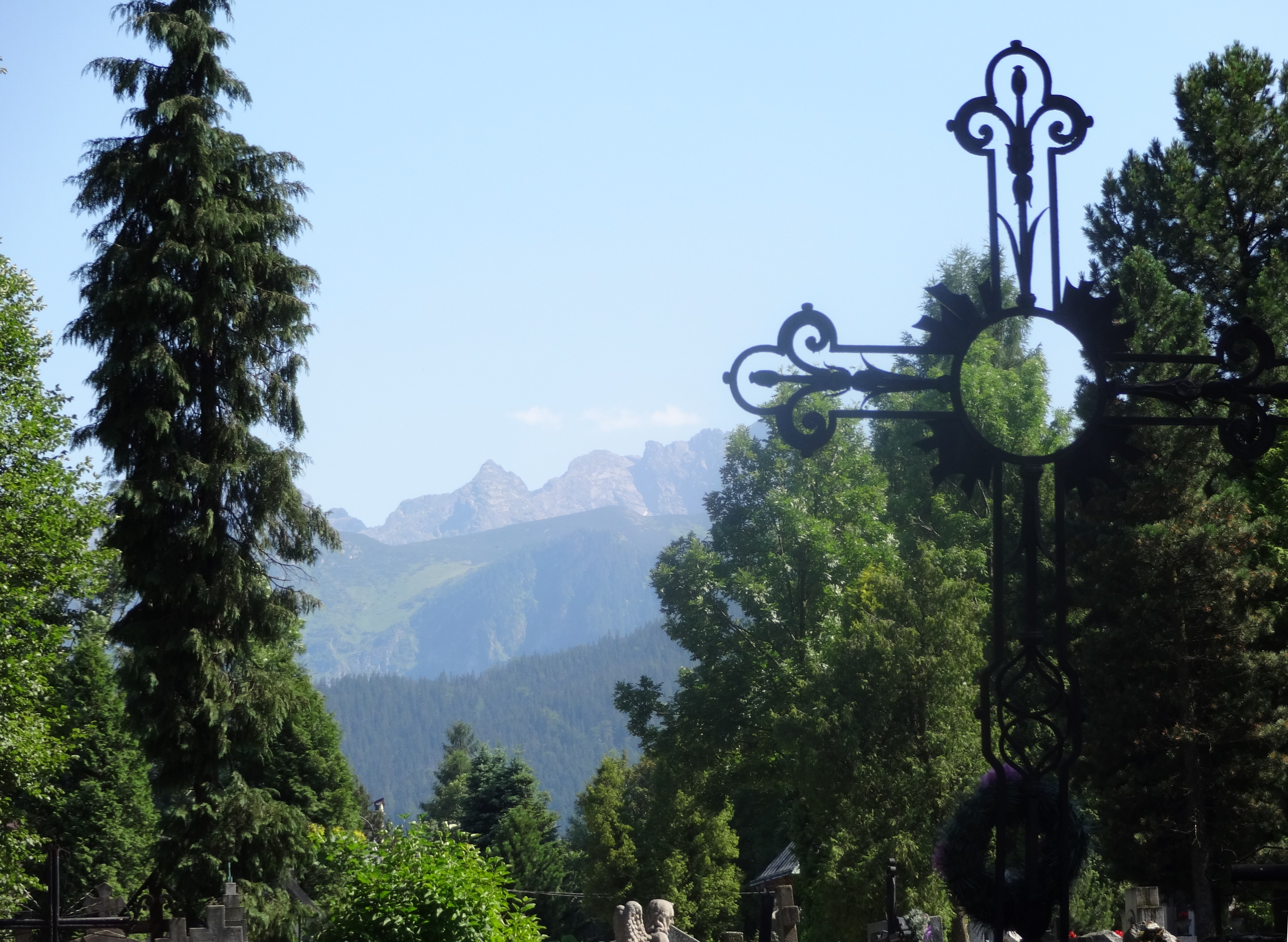
Neuer Friedhof

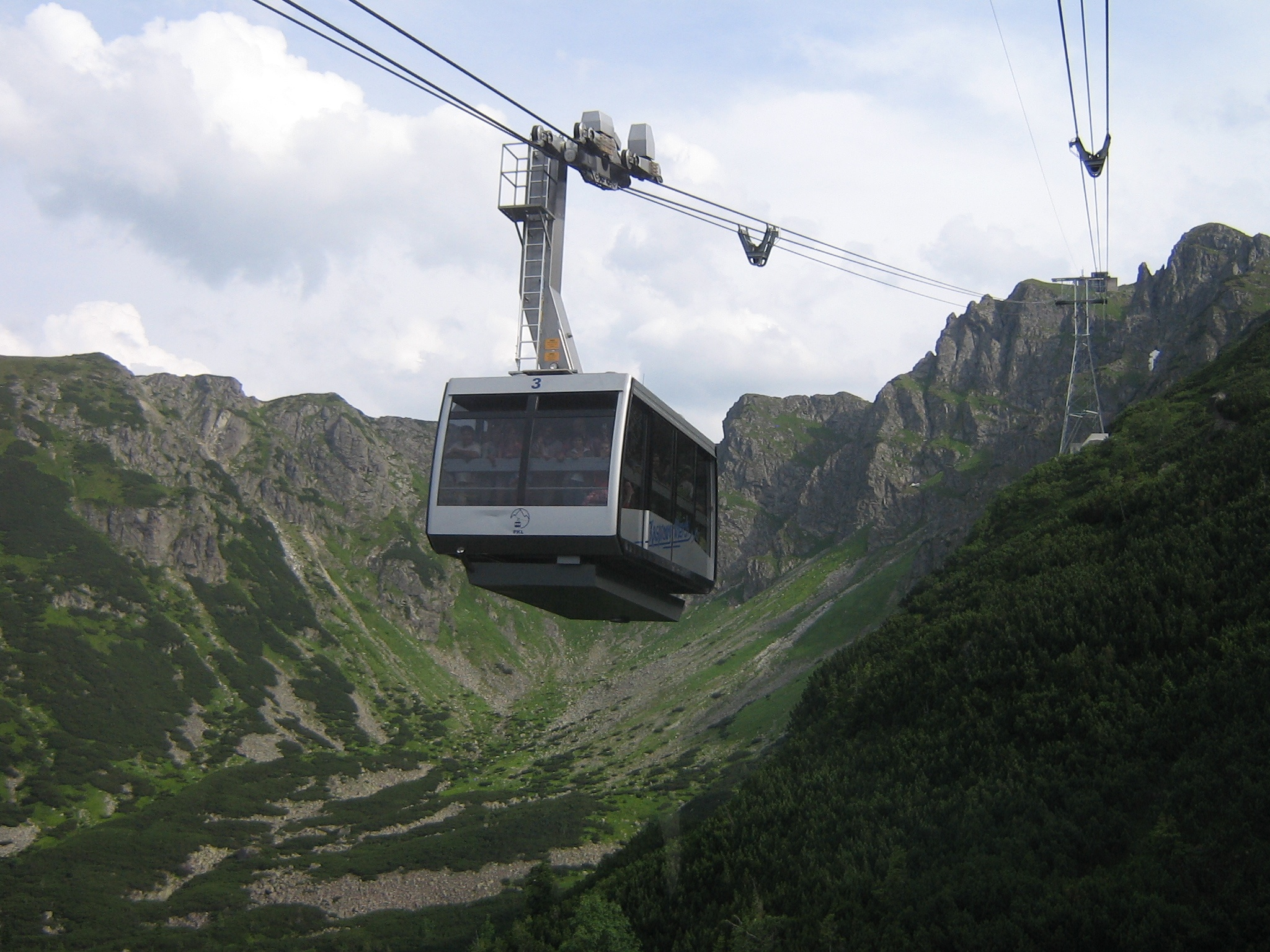
Seilbahn Kasprowy Wierch

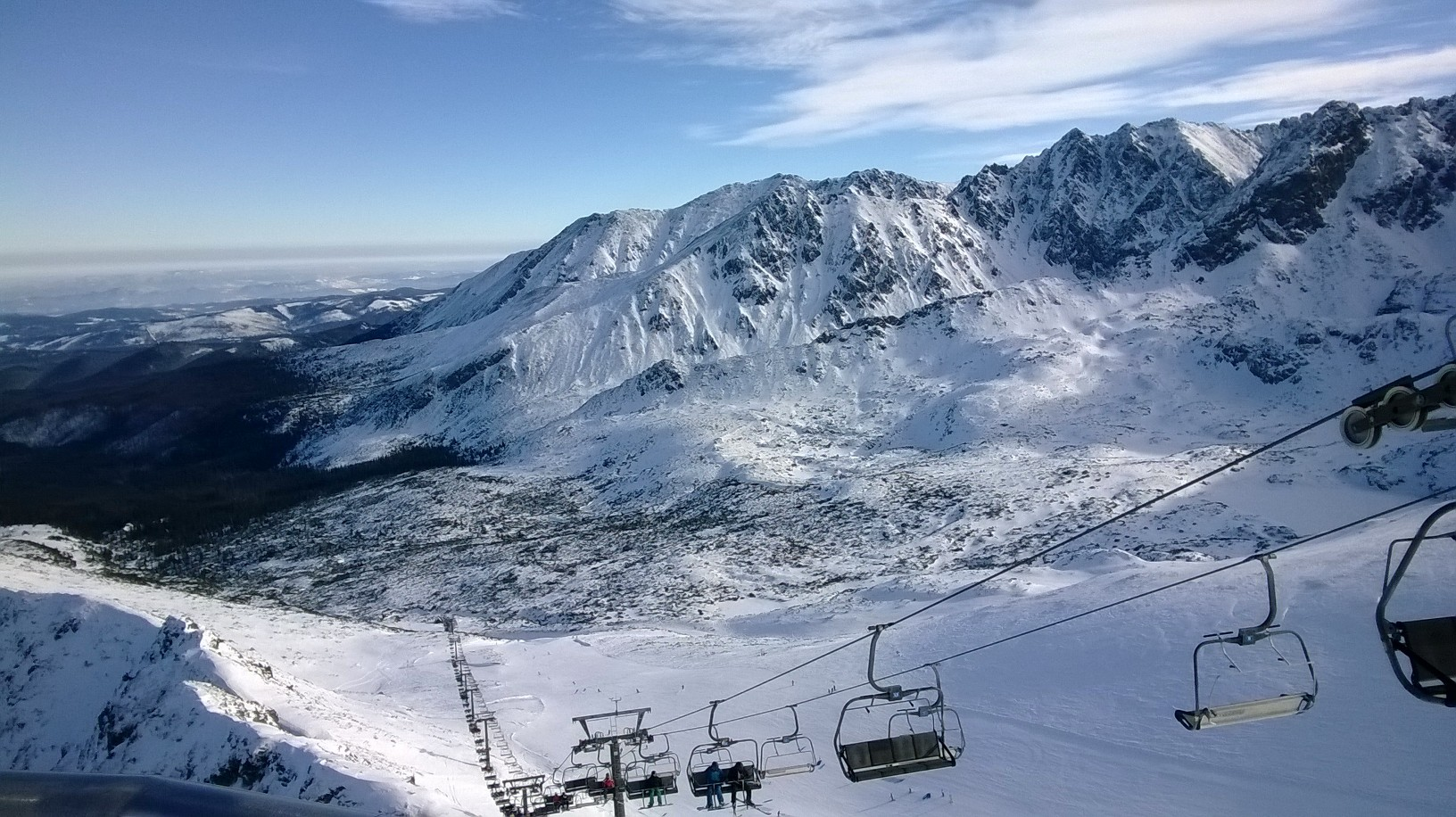
Skigebiet Kasprowy Wierch

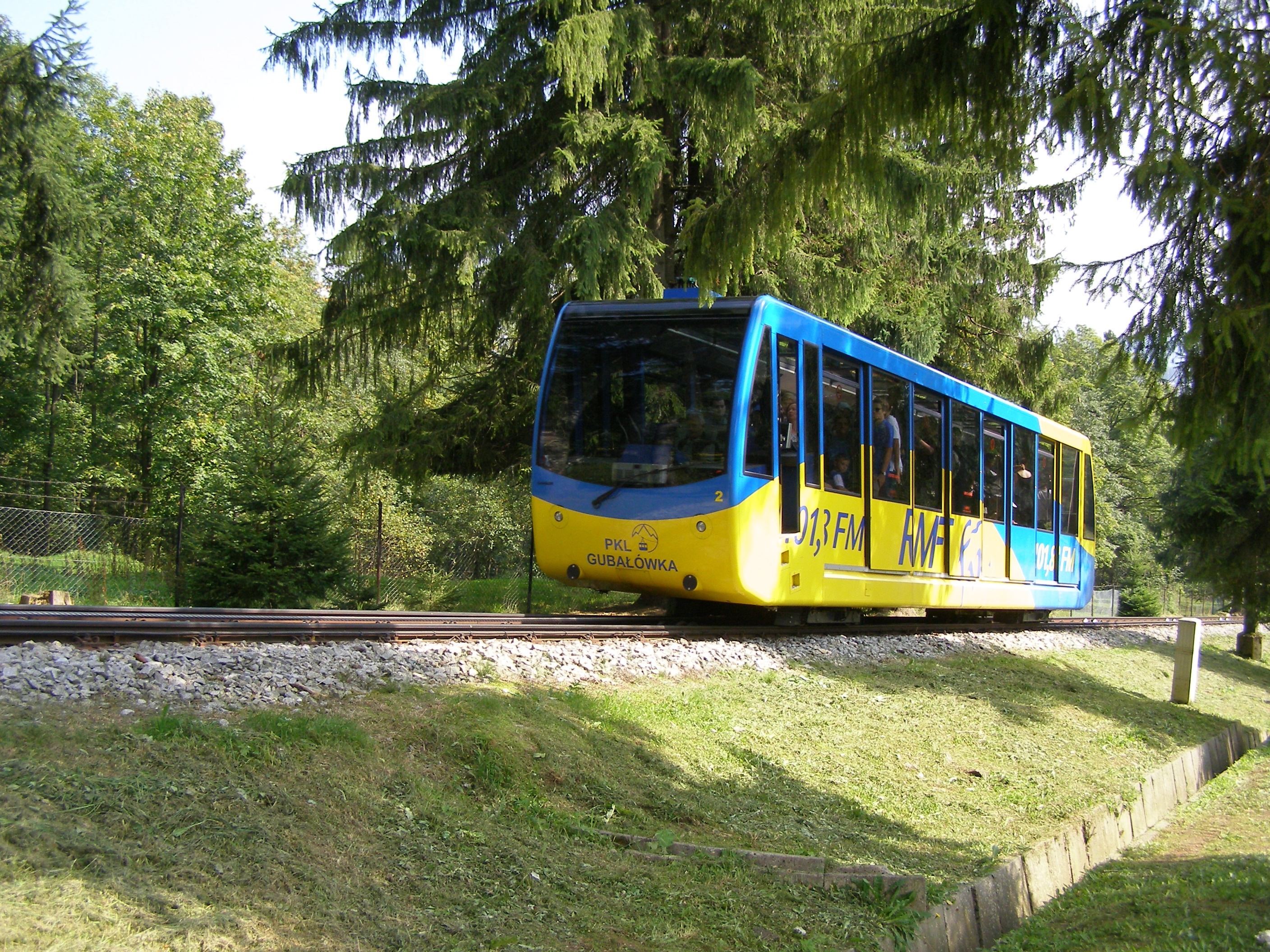
Standseilbahn Gubałówka

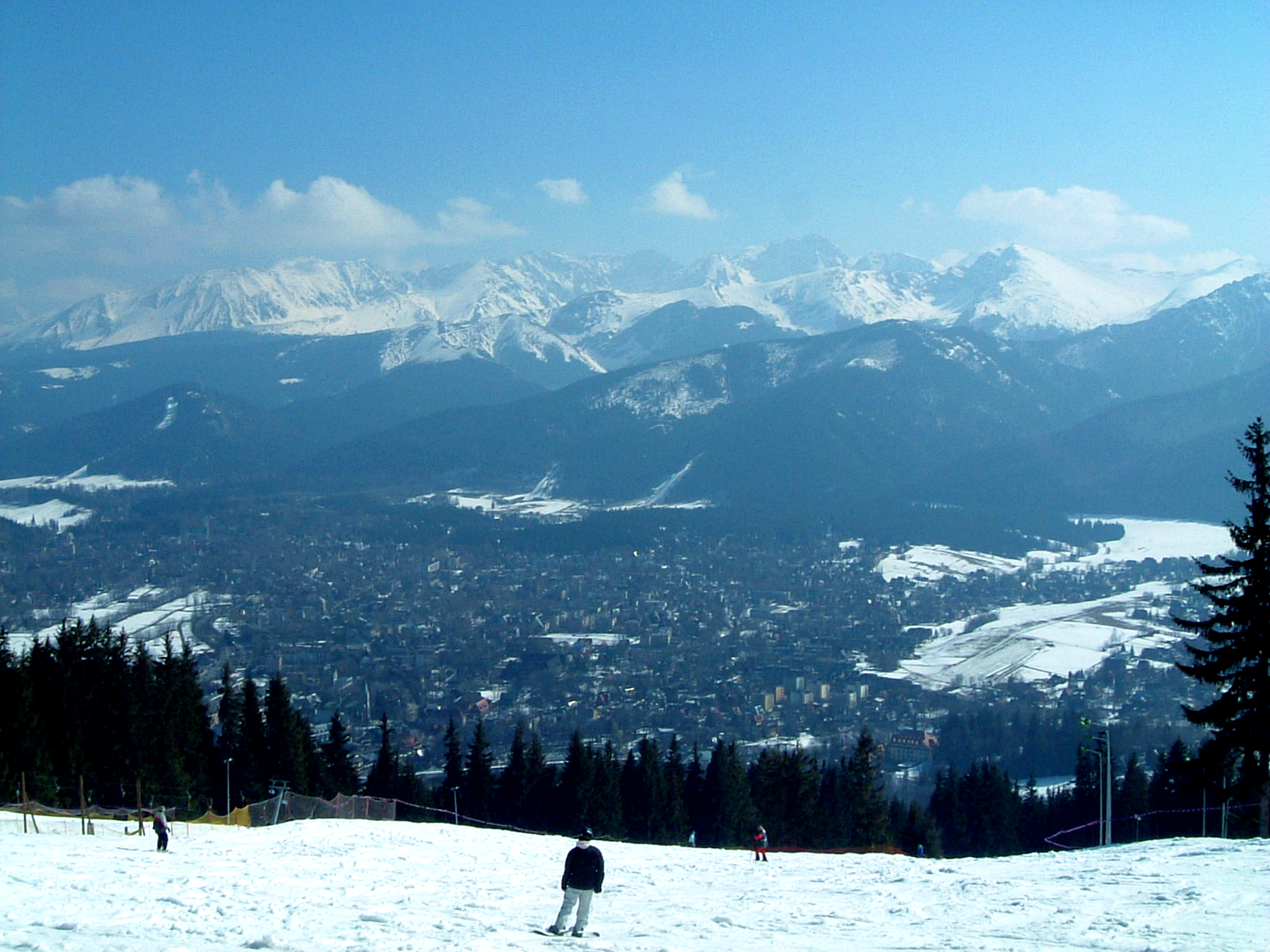
Skigebiet Gubałówka

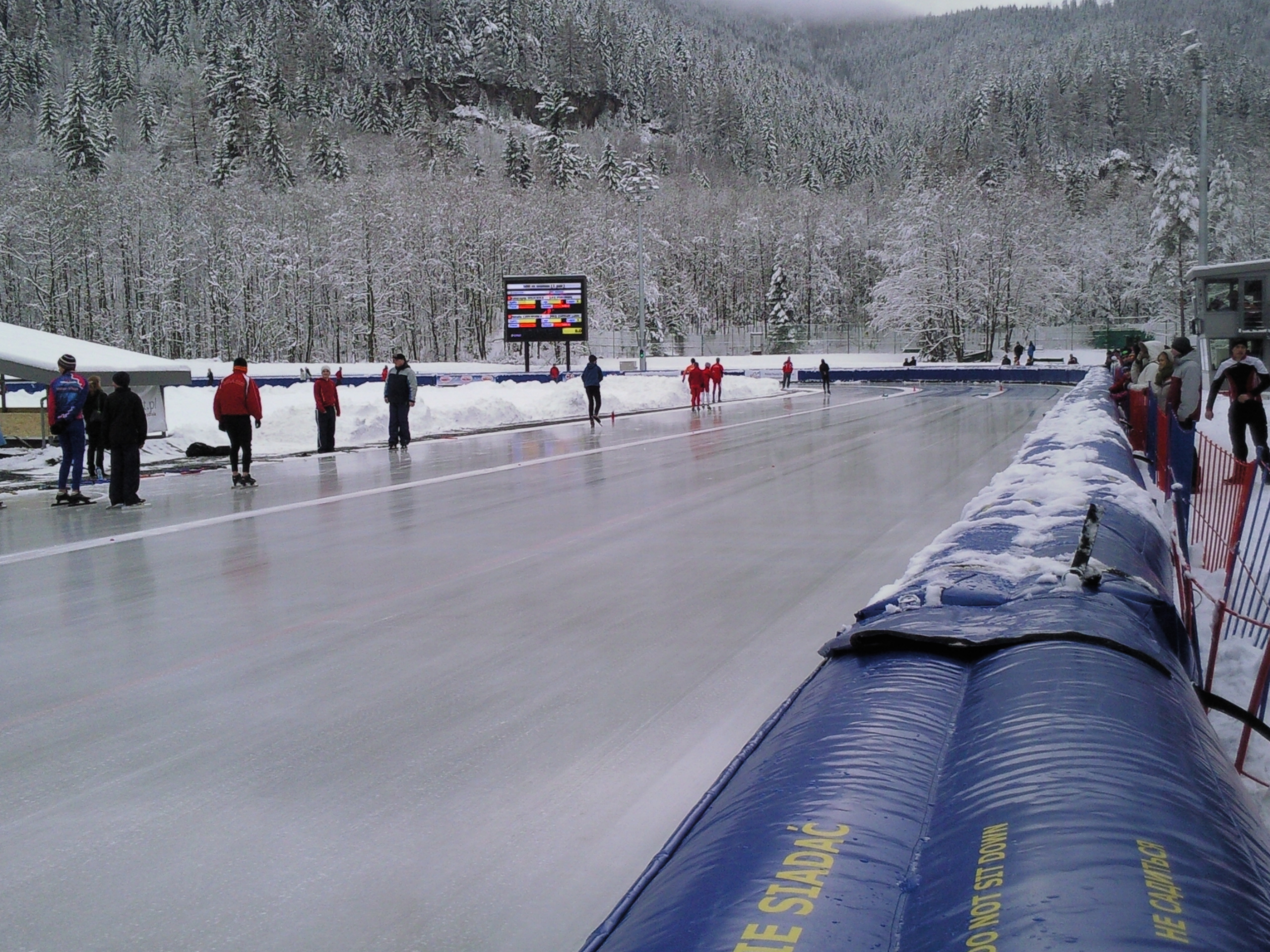
COS-Eisschnelllaufbahn

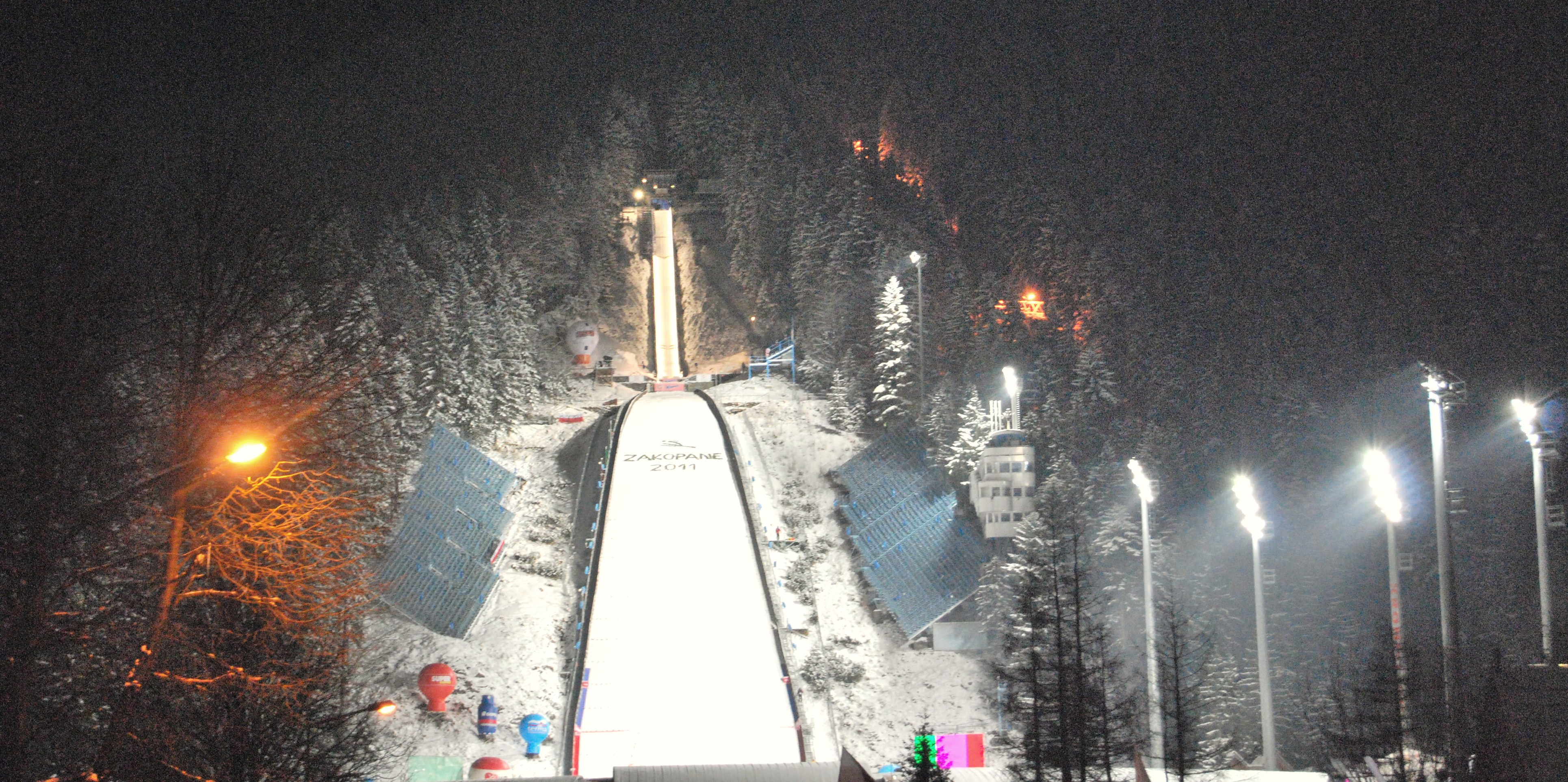
Skisprungschanze Wielka Krokiew

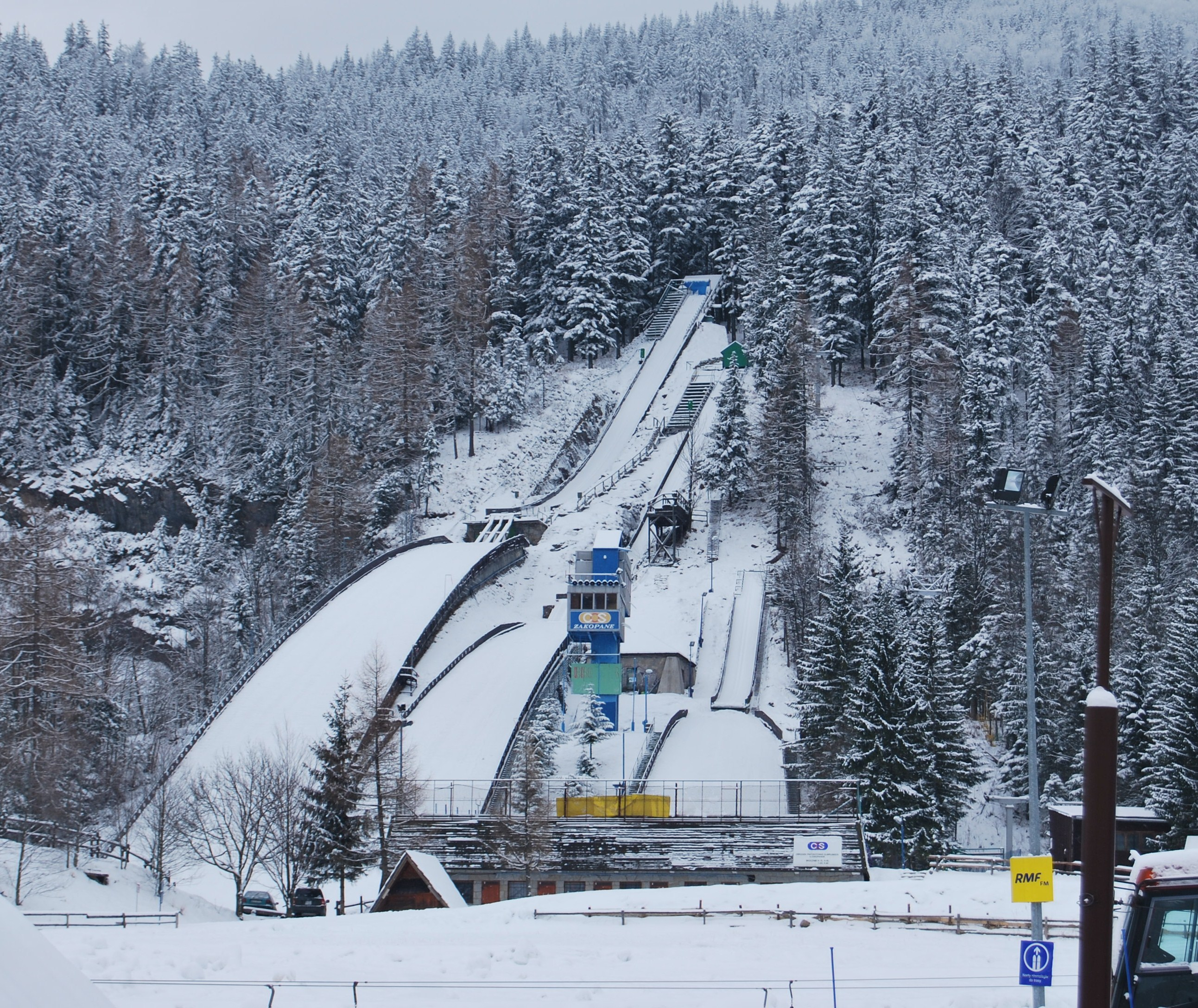
Skisprungschanze Średnia Krokiew

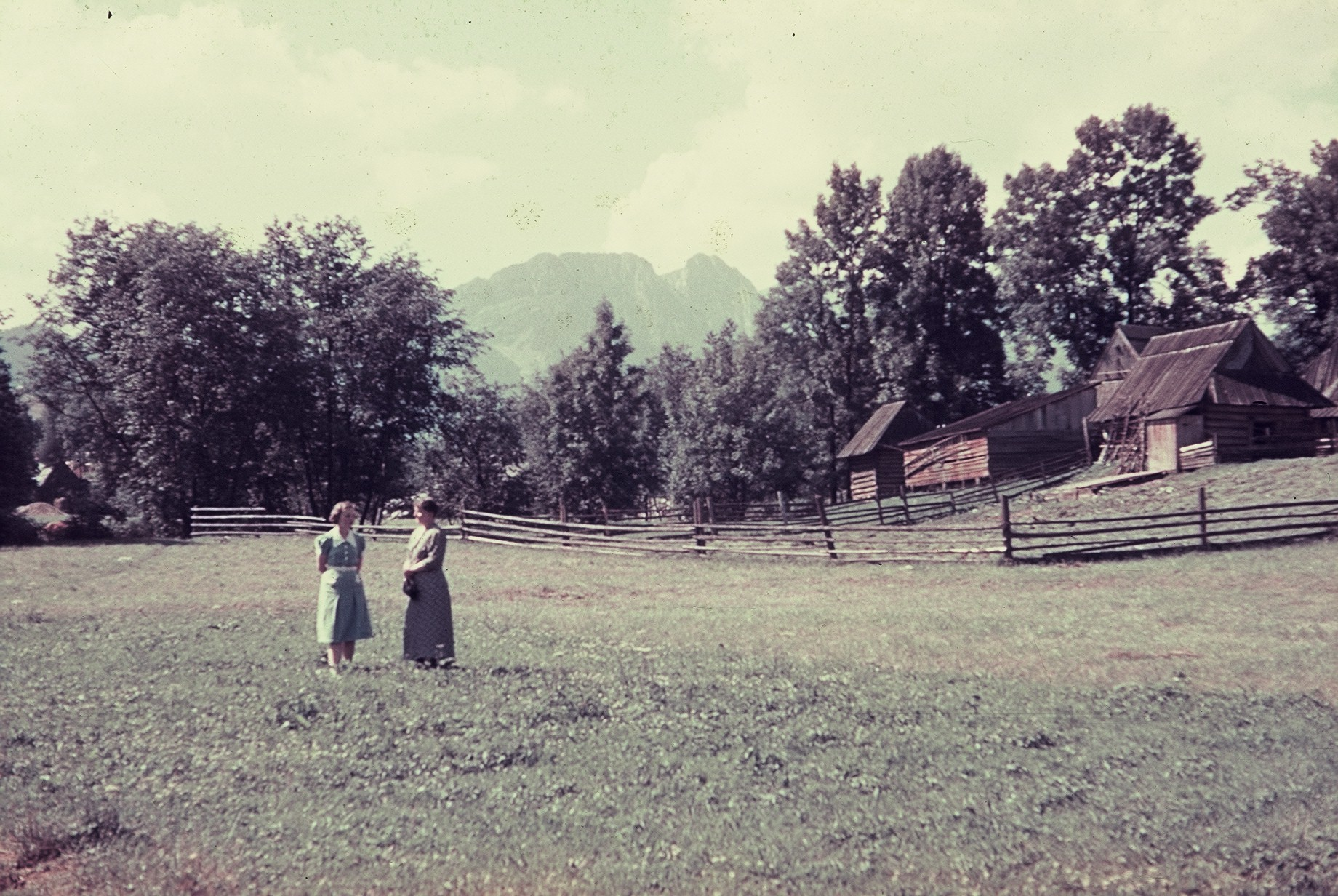
Giewont von Zakopane (Norden) aus gesehen im Jahr 1938 (Agfacolor-Foto).

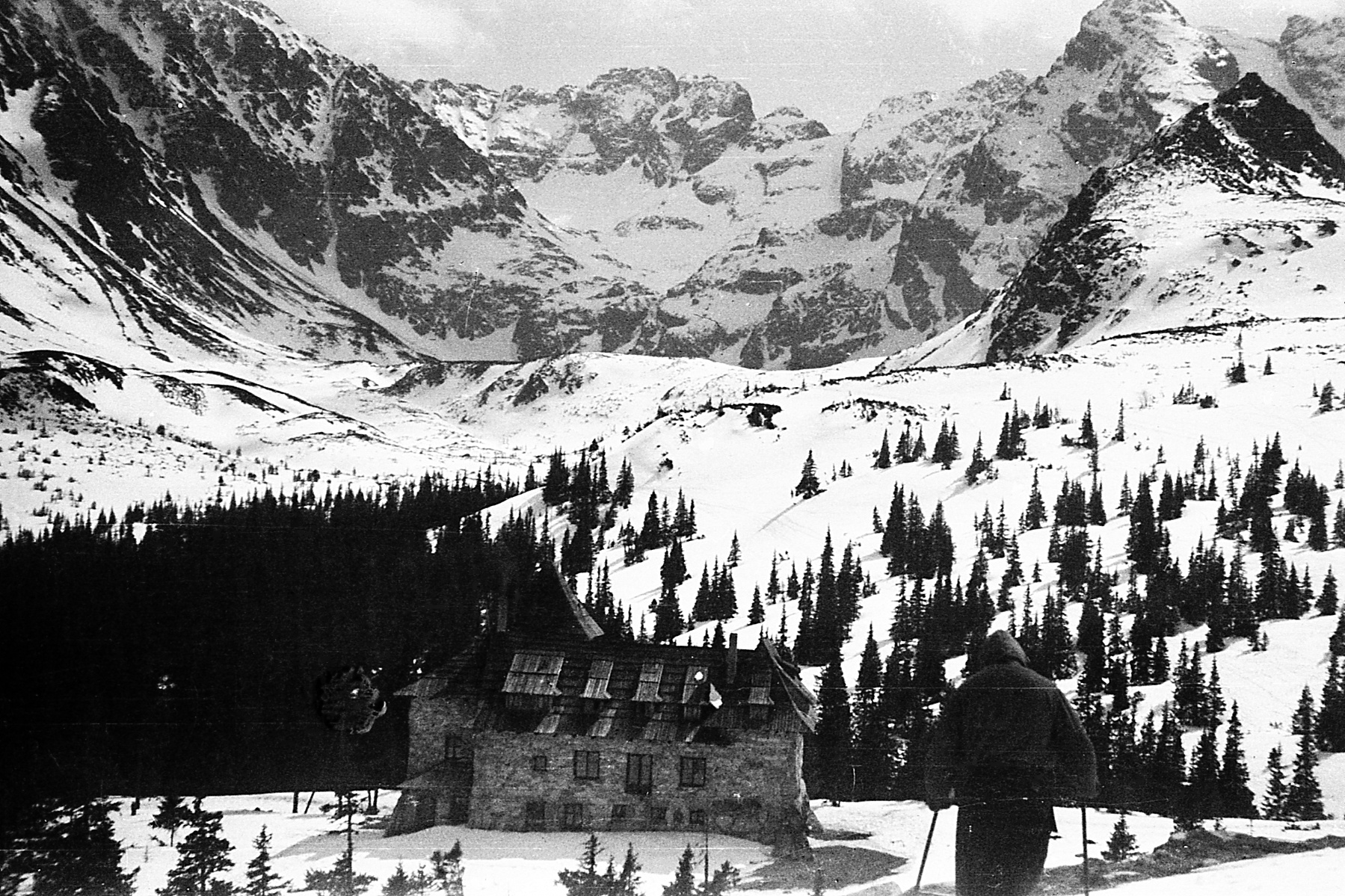
Murowaniec-Hütte 1948

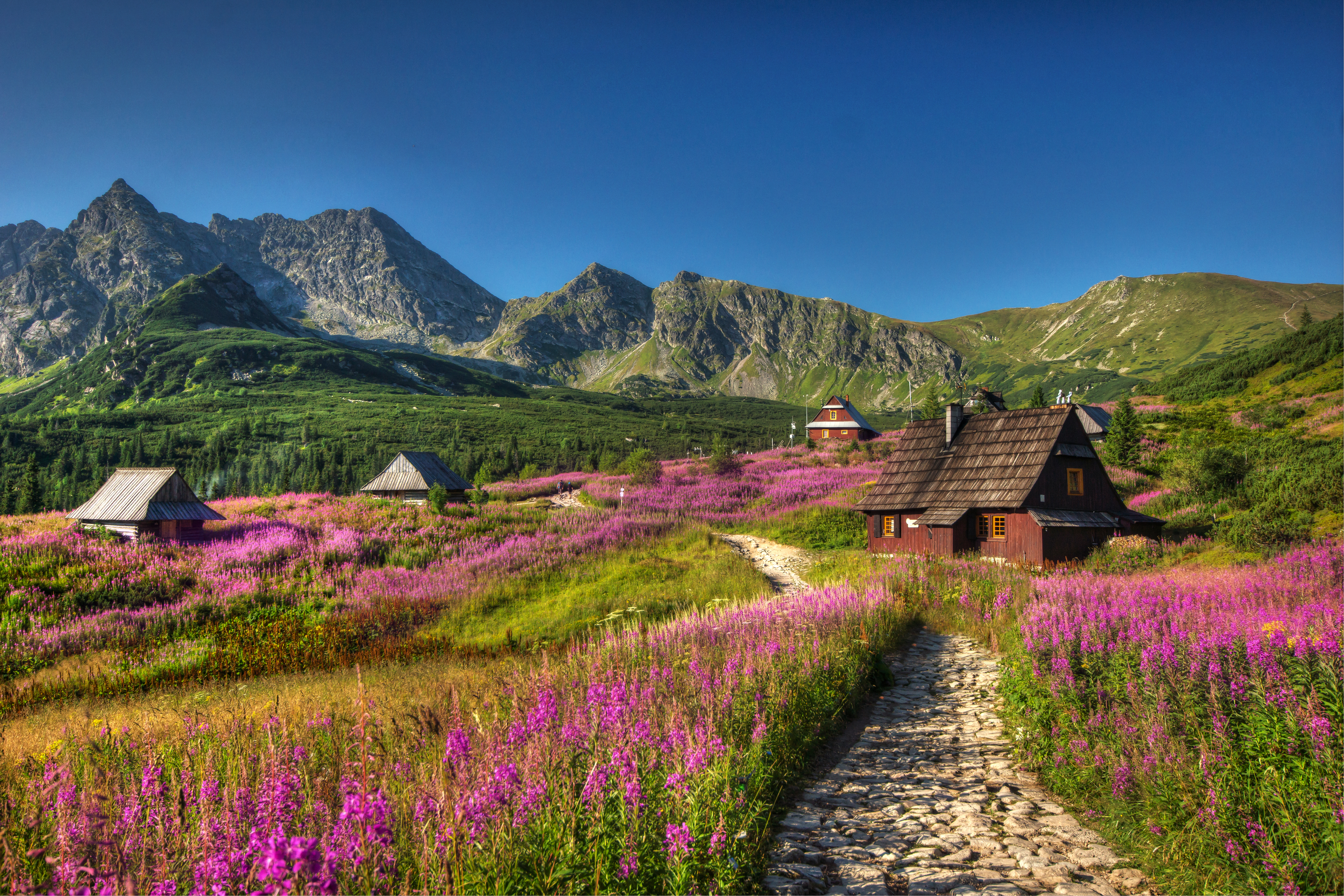
Größte Zakopane-Alm Gąsienicowa

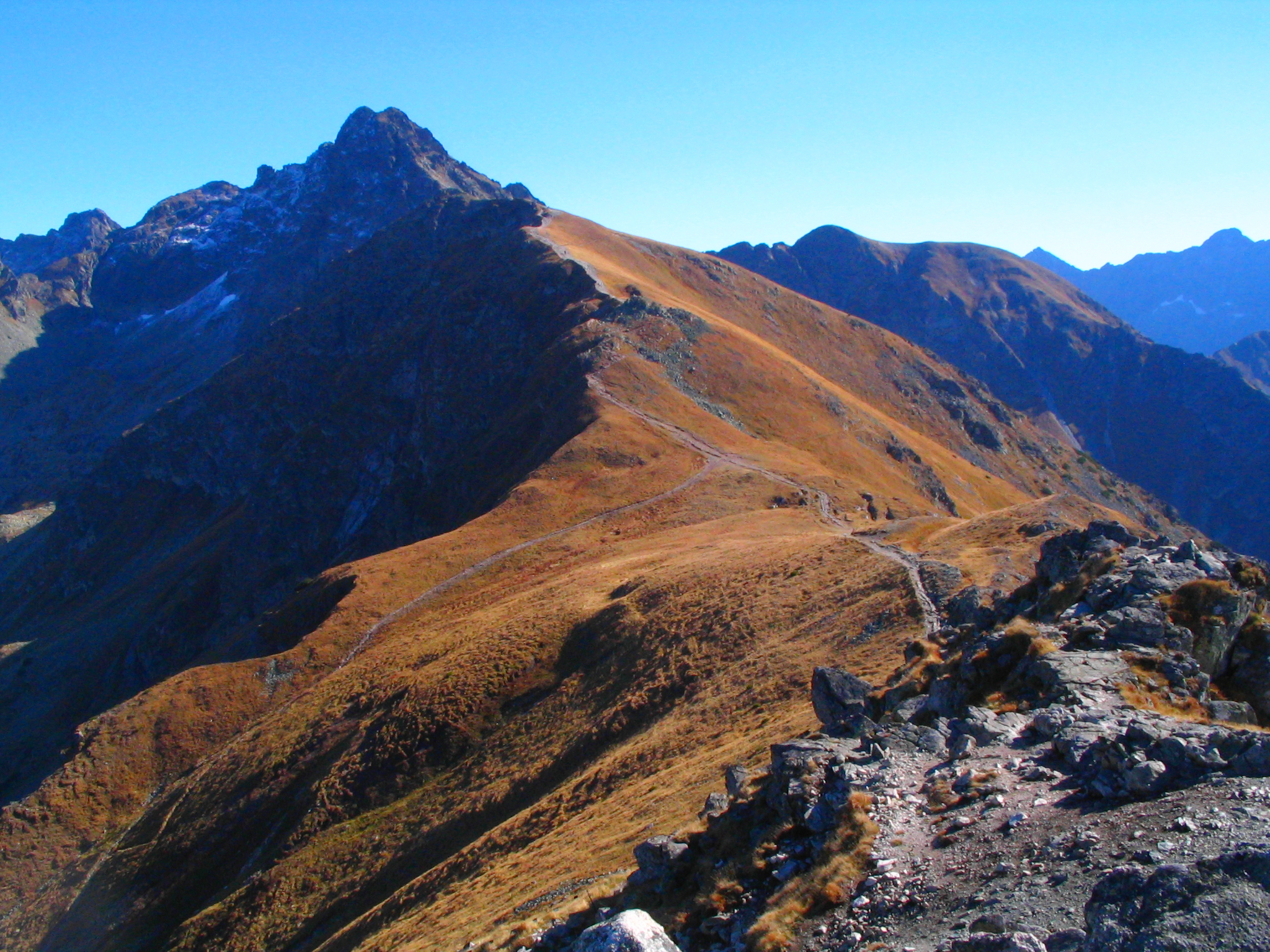
Świnica höchster Punkt im Gemeindegebiet

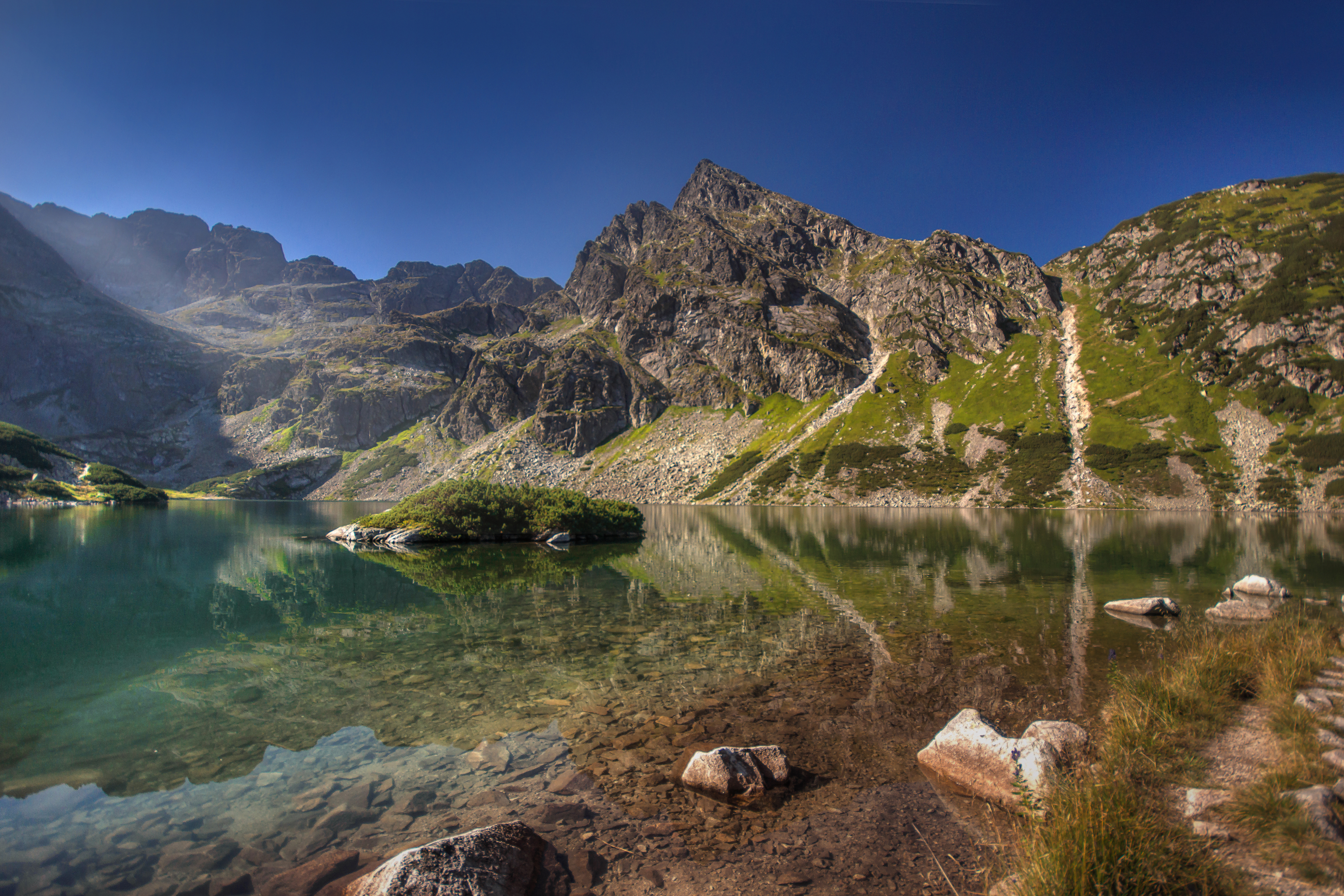
Czarny Staw Gąsienicowy größter See im Gemeindegebiet

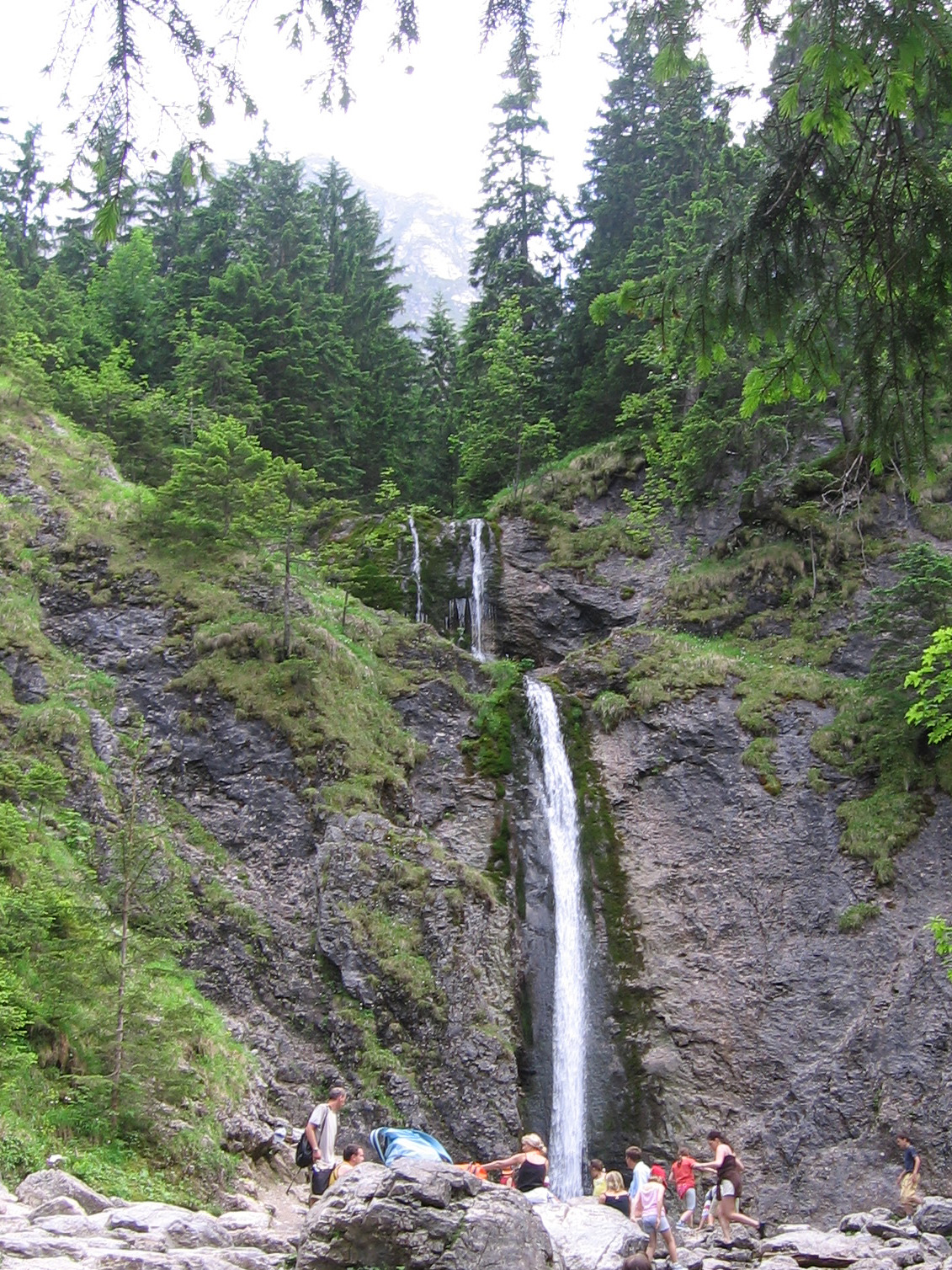
Siklawica höchster Wasserfall im Gemeindegebiet

Zakopane ([zakɔ'panɛ] anhörenⓘ) ist eine Stadt in der Woiwodschaft Kleinpolen im südlichsten Teil Polens, rund 90 km südlich der Stadt Krakau in einem weiten Talbecken der Westtatra und der Hohen Tatra nahe der slowakischen Grenze. Die Stadt ist Sitz des Kreises Powiat Tatrzański und das größte Wintersportzentrum des Landes.

## Geographie
Zakopane ist eine der südlichsten Städte und die höchstgelegene Stadt Polens. Die höchsten Berge Polens (bis 2499 m ü.N.N.) gehören teilweise zur Gemeinde. Der höchste Gipfel, der zum Gemeindegebiet gehört, ist die Świnica mit 2301 m ü.N.N. Das Stadtgebiet selbst reicht von 750 bis zu 1000 m ü.N.N. Die Stadtmitte (Kreuzung von Krupówkistraße und Kościuszkostraße) befindet sich in einer Höhe von 838 m ü.N.N. Südlich an die Stadt grenzt der Nationalpark Hohe Tatra. Über der Stadt befinden sich die vier Hausberge Zakopanes: Nosal, Giewont und Kasprowy Wierch südlich des Zentrums in der Westtatra sowie Gubałówka nördlich des Zentrums im Pogórze Gubałowskie. Auf die letzten beiden Gipfel führen Seilbahnen. Das Stadtzentrum liegt im Vortatragraben.
Zakopane hat eine Fläche von 84,35 km², wovon: 31 % landwirtschaftlich genutzt wird und Wälder 57 % der Fläche ausmachen. Der Stadtinnenbereich macht 17,89 % der Fläche aus.
Die Nachbargemeinden sind: Bukowina Tatrzańska im Osten, Kościelisko im Westen und Poronin im Norden. Über den Hauptkamm der Tatra grenzt Zakopane auch an die Slowakei im Süden.

### Stadtteile
- Zentrum
- Kasprusie
- Skibówki
- Krzeptówki
- Mraźnica
- Buńdówki
- Spadowiec
- Bogówka
- Bystre
- Jaszczurówka
- Antałówka
- Olcza
- Toporowa Cyrhla
- Gubałówka
- Harenda
- Kuźnice
- Bilinówka
- Chłabówka

## Klima
Zakopane besitzt wegen seiner Höhenlage etwas niedrigere Temperaturen und deutlich höhere Niederschläge, insbesondere Schneefall, als Orte im Flachland oder auf der Südseite der Tatra. Winde mit feuchten Luftmassen, die in Form von Regen und Schnee auf der Nord- und Westseite der Tatra hohe Niederschlagsmengen verursachen, wehen vor allem von Norden und Nordwesten im Winter. Sie werden von den Zakopanern Orawski genannt. Trockene und warme Südwinde kommen als Föhn, der in Zakopane Halny genannt wird, über den Hauptkamm der Tatra im Herbst und Frühjahr. Der Winter dauert in der Stadt Zakopane von November bis Ende März sowie von Oktober bis April auf dem Hausberg Kasprowy Wierch. Im Sommer kommt es oft zu Wärmegewittern. Der wärmste Monat ist in der Regel der Juli, der kälteste der Februar.

## Wappen
Beschreibung: In Blau ein grauer spitzer Schildfuß mit einem darauf stehenden weißen Endrautenkreuz mit Strahlen zwischen den Kreuzarmen. Hinter dem Kreuzfuß zwei goldene mit den Bärten nach außen zeigende gekreuzte Schlüssel mit Kreuzeinschnitt in den Bärten und herzförmigem Durchbruch in der Schlüsselreite.

## Geschichte

### Mittelalter
Die Region Podhale wurde im Mittelalter von Norden nach Süden besiedelt. Die ersten Siedlungen wurden von Zisterziensern Anfang des 13. Jahrhunderts am unteren Lauf des Czarny Dunajec angelegt. Im Laufe der Zeit wurden der Wald in den Flusstälern gerodet und neue Siedlungsflächen in immer höher gelegenen Gebieten an Oberläufen der Quellflüsse des Dunajec erschlossen. Aufgrund des kühlen Klimas in der hoch gelegenen Region wurde vor allem Almwirtschaft und Viehzucht betrieben. Es ist nicht bekannt, wann die ersten Siedler auf das Gebiet des heutigen Zakopane kamen. Im Spätmittelalter befanden sich mehrere saisonale Hirtensiedlungen im Vortatragraben. Seinerzeit siedelten sich hier die ersten Hirten, Bauern und Holzfäller an.

### Frühe Neuzeit
1578 verlieh König Stephan Báthory das Siedlungsprivileg für Zakopisko. Das Gebiet gehörte seither zu den Königsgütern, was man mit der Reichsunmittelbarkeit im Heiligen Römischen Reich vergleichen kann. Im 17. Jahrhundert wohnten im Dorf Zakopane nur wenige Hirtenfamilien dauerhaft. Der Aufschwung des Ortes kam mit der Entwicklung des Bergbaus in der Tatra, insbesondere der Westtatra, im 18. Jahrhundert. Verschiedene Erze, insbesondere Eisenerz, wurden in der Tatra gewonnen und zunächst noch in den Tälern verarbeitet. Das Hüttenwesen aus den Tatratälern wurde später im heutigen Stadtteil Zakopanes Kuźnice (in deutscher Übersetzung: Schmiede) zentriert. Als Zakopane im Zuge der Ersten Polnischen Teilung 1772 an die Habsburger kam, war Kuźnice bereits der größte metallurgische Standort in Galizien.

### Galizien
Zakopane gehörte von 1772 bis 1918 zum habsburgerischen Königreich Galizien und Lodomerien. Im 19. Jahrhundert entwickelte sich der Ort zu einer beliebten Touristen- und Künstlerstadt, wie auch die gesamte Tatra einen solchen Aufschwung erfuhr. Der Bergführer Sabała begleitete zahlreiche Bergsteiger bei den Erstbesteigungen vieler Gipfel der Hohen Tatra. In der zweiten Jahrhunderthälfte hatte der Ort bereits mehr als 3000 Einwohner. 1873 wurde in Zakopane die Galizische Tatra-Gesellschaft gegründet, die sich um die Erschließung der Tatra für Bergsteiger, die Förderung der regionalen Podhalanie-Kultur sowie für den Naturschutz einsetzte. Seit Mitte des 19. Jahrhunderts propagierte der Arzt Tytus Chałubiński Zakopane als Luftkurort und gründete hier ein Sanatorium für Tuberkulosekranke. 1886 erhielt Zakopane den Kurort-Status. Stanisław Witkiewicz schuf in den 1880er Jahren in der Architektur den Zakopane-Stil, eine Mischung des Jugendstils mit der Folklore der Podhalanie. Die zum 1889 gegründeten Tatra-Museum gehörende Villa Koliba widmet sich dem Zakopane-Stil. In dieser Zeit entwickelte sich Zakopane immer mehr zu einem beliebten Urlaubsziel, insbesondere für Künstler, die hier Inspiration und Schaffenskraft suchten. Es entstanden zahlreiche Hotels und Pensionen. Als die bisherigen Eigentümerfamilien Eichborn und Pelz den Raubbau in der Tatra fortsetzten, entschloss sich Władysław Zamoyski, der sich sehr um die Entwicklung Zakopanes mit der Anlegung einer Kanalisation und zahlreichen öffentlichen Einrichtungen (Post, Schulen, Museen) verdient gemacht hat, 1889 Zakopane und einen Großteil der Tatra zu erwerben, was die Grundlage für den heutigen Tatra-Nationalpark schuf. Auf Zamoyskis Betreiben erhielt Zakopane am 25. Oktober 1899 einen Eisenbahnanschluss durch die Bahnstrecke Chabówka–Zakopane an Krakau sowie eine Verbindungsstraße. 1902 erstritt er vor einem Grazer Gericht für Zakopane die Gegend um das Meerauge. 1903–1906 wurde auf dem heutigen Gemeindegebiet in der Hohen Tatra der Höhenweg Orla Perć angelegt. Um die Jahrhundertwende hatte Zakopane rund 6000 Einwohner.

### Zweite Polnische Republik
Am 13. Oktober 1918 riefen die Bürger Zakopanes unter Berufung auf die 14 Punkte Woodrow Wilsons die unabhängige Republik Zakopane aus. Zum Staatsoberhaupt wurde Stefan Żeromski gewählt. Am 16. November 1918 trat die Republik Zakopane dem neuentstehenden polnischen Staat bei. Bereits zu dieser Zeit lebte die Stadt vor allem vom Tourismus. Die Einwohnerzahl kletterte auf fast 20.000. Zakopane war auch in der Zweiten Polnischen Republik Anziehungspunkt für Künstler. Karol Szymanowski ließ sich 1932 in Zakopane nieder. Zahlreiche Museen wurden gegründet. Das Stadtrecht wurde Zakopane 1935 verliehen. Die Ferienregion um Zakopane wurde zu einem der ehrgeizigsten Projekte der polnischen Touristenvereine. 1925 wurde die Sprungschanze Wielka Krokiew eröffnet, 1938 die Standseilbahn auf die Gubałówka. 1939 startete die erste Seilbahn auf den Kasprowy Wierch. In den 1930er Jahren verkehrte der Luxuszug Luxtorpeda, der eine Geschwindigkeit von 115 km/h erreichen konnte, zwischen Krakau und Zakopane.
In der Zwischenkriegszeit wurden folgende internationale Wintersportmeisterschaften in Zakopane ausgetragen:
- Nordische Skiweltmeisterschaften 1929
- Nordische Skiweltmeisterschaften 1939
- Alpine Skiweltmeisterschaften 1939

### Zweiter Weltkrieg
Mit der Bildung des Generalgouvernements nach der militärischen Niederlage Polens im Zweiten Weltkrieg wurde Zakopane der Kreishauptmannschaft Neumarkt einverleibt. Von Oktober 1939 bis Sommer 1941 war Hans Malsfey Stadtkommissar von Zakopane, danach wurde er Kreishauptmann von Neumarkt. Ende November 1939 kam es zu einer Gestapo-NKWD-Konferenz, auf der die „Endlösung der polnischen Frage“, das heißt die gemeinschaftliche Liquidierung der polnischen Führungsschicht beraten wurde. Im Sommer 1940 sperrten die deutschen Behörden Zakopane für Juden und erklärten es zugleich zum Erholungsgebiet für Deutsche. Im folgenden Jahr wurde der jüdische Sperrbezirk bis Neumarkt ausgedehnt. Für die polnische Widerstandsbewegung wiederum war Zakopane eine wichtige Zwischenstation im Nachrichtennetz, das sich von Warschau und Krakau über die Slowakei nach Budapest spannte. Seine Bewohner fungierten nicht nur als Kuriere, die Nachrichten über die Berge brachten, sondern waren auch auf vielfältige Weise in die Widerstandshandlungen gegen die deutschen Besatzer integriert. Im Hotel Palace war die Gestapo untergebracht, die in dem Gebäude zahlreiche Widerstandskämpfer verhört und gefoltert hat. Das Hotel Palace wird daher in Zakopane auch als die Folterkammer des Podhale bezeichnet. Der Folterkeller ist zugänglich. Das hier an eine Wand gekritzelte Gebet der 18-jährigen Helena Wanda Błażusiakówna wurde von Henryk Mikołaj Górecki für seine 3. Symphonie verwendet.

### Volksrepublik
Gefechte zwischen Widerstandskämpfern und der sowjetischen Besatzungsmacht fanden in der Tatra bis 1947 statt. 1950 wurde die Polskie Towarzystwo Tatrzańskie (PTT, Polnische Tatra-Gesellschaft) mit der Polskie Towarzystwo Krajoznawcze (PTK, Polnische Gesellschaft für Landeskunde) zwangsweise zur Polskie Towarzystwo Turystyczno-Krajoznawcze (PTTK) fusioniert.
Folgende internationale Wintersportmeisterschaften wurden in Zakopane ausgetragen:
- Nordische Skiweltmeisterschaften 1962
- Biathlon-Weltmeisterschaften 1969
- Slalomrennen im Rahmen des Alpinen Skiweltcup 1973/74

Seit 1980 findet auf der Sprungschanze Wielka Krokiew regelmäßig der Skisprung-Weltcup statt.

### Dritte Republik
Folgende internationale Wintersportmeisterschaften wurden in Zakopane ausgetragen:
- Winter-Universiade 1993
- Biathlon-Europameisterschaften 2000
- Winter-Universiade 2001
- Alpine Ski-Juniorenweltmeisterschaften 2008
- Eisschnelllauf-Juniorenweltmeisterschaft 2009

Zakopane bewarb sich auch für die Olympischen Winterspiele im Jahr 2006, die Nordischen Skiweltmeisterschaften 2011, die Nordischen Skiweltmeisterschaften 2013, die Nordischen Skiweltmeisterschaften 2015, die Nordischen Skiweltmeisterschaften 2017 und die Olympischen Winterspiele im Jahr 2022. Die letzte Bewerbung scheiterte am Widerstand der Einwohner.

## Kultur

### Kunst
Ende des 19. Jahrhunderts wurde Zakopane ein wichtiger Ort in der polnischen Kulturlandschaft. Die Epoche des Jungen Polens ist stark mit der Stadt verbunden. In dieser Zeit lebten dauerhaft oder zeitweilig in Zakopane: Henryk Sienkiewicz, Władysław Orkan, Stanisław Witkiewicz, Stefan Żeromski, Kazimierz Przerwa-Tetmajer, Jan Kasprowicz, Mieczysław Karłowicz, Karol Szymanowski, Stanisław Ignacy Witkiewicz und andere.

#### Architektur
Stanisław Witkiewicz hat in den 1880er Jahren den Zakopane-Stil in der Architektur entwickelt. In Zakopane gibt es barocke Holzkirchen im Stil der Podhalanie sowie zahlreiche sakrale Bauten und profane Villen im Zakopane-Stil, wie zum Beispiel den Tatra-Bahnhof, den Roten Hof, die Villen Villa Oksza, Villa Koliba, Villa Pod Jedlami, Villa Harenda, Villa Ornak, Villa Witkiewiczówka, Villa Atma oder den Bazar Polski. Die ältesten erhaltenen Gebäude, wie der Wnuk-Gasthof oder die Sabała-Hütte, gehen auf das 18. Jahrhundert zurück und wurden in dem sogenannten Schlesisch-Zipser Stil errichtet. Die Personen, die sich um Zakopane am verdientesten gemacht haben, sind auf dem alten Ehrenfriedhof und dem Neuen Friedhof bestattet. Zahlreiche ihrer aus Holz geschnitzten Grabmäler im Podhale-Stil sind denkmalgeschützt.

#### Theater
1892 wurde ein Theater in Zakopane gegründet, das im Tatra-Bahnhof Vorstellungen gab. Der Verein der Freunde Zakopanes hat schließlich ein dauerhaftes Theater in Zakopane etabliert, in dem unter anderem auftraten: Helena Modrzejewska, Antonina Hoffmann sowie Irena und Ludwik Solscy.

### Museen und Galerien
- Tatra-Museum
- Museum des Tatra-Nationalparks
- Kornel-Makuszyński-Museum
- Jan-Kasprowicz-Museum
- Karol-Szymanowski-Museum
- Antoni-Rząsa-Galerie
- Ryszard-Orski-Galerie
- Władysław-Hasior-Galerie
- Galerie Pegaz
- Stadtkunstgalerie in Zakopane
- Museum des Widerstands

### Medien

#### Zeitungen
Regionale Zeitungen sind:
- Tygodnik Podhalański
- Gazeta Krakowska mit Lokalausgabe
- Tatry Zeitung des Tatra-Nationalparks

#### Radio
Regionale Radiosender sind:
- Radio Eska Małopolska – 106,8 MHz
- Radio Plus Podhale – 107,9 MHz
- Radio Alex – 105,2 MHz
- Twoje Radio Zakopane – 1485 kHz
- Radio Kraków – 100,0 MHz

## Wirtschaft
In der Zeit vor der Gründung Zakopanes und in den ersten Jahrhunderten nach seiner Entstehung lebten die ersten Siedler vor allem von der Alm- und Holzwirtschaft. Ab dem 17. Jahrhundert gewann der Bergbau in der Tatra eine immer wichtigere Rolle. Im 18. Jahrhundert entstand die Hütte und Schmiede im Stadtteil Kuźnice, die bald zum größten metallverarbeitenden Unternehmen in Galizien heranwuchs. Ende des 19. Jahrhunderts wurde sie jedoch geschlossen. Ab dem frühen 19. Jahrhundert entwickelte sich der Tourismus zum führenden Wirtschaftszweig in Zakopane und ist es auch im 20. und 21. Jahrhundert geblieben.

## Verkehr
In Zakopane gibt es einen Hubschrauberlandeplatz. Die nächstgelegenen Flugplätze befinden sich in Poprad und Nowy Targ. Der internationale Flughafen Krakau liegt ca. 100 km nördlich von Zakopane an der Autobahn A4.
Zakopane liegt an der Zakopianka, einer 102 km langen Schnellstraße, die es mit Krakau verbindet und aus den Teilstücken S 7 und der DK 47 besteht. Die Panoramastraße Oswald-Balzer-Weg führt zum ehemaligen Grenzübergang auf der Alm Łysa Polana zur Slowakei. Die DW 958 führt nach Chabówka bei Rabka-Zdrój.
Östlich des Zentrums befindet sich der Bahnhof Zakopane, der Kopfbahnhof der Bahnstrecke Chabówka–Zakopane. Er ist der Endbahnhof der Eisenbahnstrecken Krakau-Zakopane sowie Kattowitz-Zakopane.
In der Nähe des Bahnhofs befindet sich der Zentrale Omnibusbahnhof Zakopane. Zahlreiche Omnibusgesellschaften bieten Verbindungen zwischen Zakopane und Krakau sowie anderen Städten in Polen und im Ausland an.
Minibusse verkehren vom Zentrum Zakopanes zu den verschiedenen Ortschaften in der näheren Umgebung, zu den Eingängen des Tatra Nationalparks sowie den Skigebieten in der Wintersaison.
Seit 2016 hat Zakopane ein Linienbusnetz. Es wird von dem Unternehmen Tesco betrieben, das mit Solaris-Bussen fährt.

## Tourismus
Zakopane trägt zwei inoffizielle Bezeichnungen, die bereits die Bedeutung der Ferienregion treffend bezeichnen: Hauptstadt der Tatra und Winterhauptstadt Polens. Die Stadt zählt jährlich rund drei Millionen Besucher, damit kommen auf einen Einwohner etwa 100 Touristen. Der Tatra-Nationalpark verzeichnete 2016 3,5 Millionen offizielle Eintritte. Im Vordergrund steht der Skisport. Sportler finden aber auch andere Möglichkeiten wie Snowboarden oder Gleitschirmfliegen vor. Der Ausbau von Seilbahnen und Skigebieten wurde stetig vorangetrieben. Es gibt ein dichtes Hotelnetz und in den Straßen der Stadt gibt es traditionelle, mit der Kultur der Goralen verbundene Märkte. Die Stadt bietet zudem etliche Restaurants, Kaffeehäuser und Diskotheken. Das Après-Ski findet vor allem um die Flaniermeile Krupówki im Stadtzentrum statt. Bekannte Skiberge von Zakopane sind Kasprowy Wierch, Nosal, Gubałówka und Antałówka. Auf der Skisprungschanze Wielka Krokiew (übersetzt: Großer Sparren) finden regelmäßig Weltcup-Skispringen statt.

### Sehenswürdigkeiten
Neben den zahlreichen Villen im Zakopane-Stil sind vor allem die Sakralbauten in Zakopane sehenswert. Die Kirchengebäude auf dem Gemeindegebiet reichen von Barockkirchen bis zu postmodernen Heiligtümern. Viele Sakralbauten sind im Zakopane-Stil erbaut oder in einer Form, die an diesen anknüpft:
- Johanneskirche auf der Harenda
- Marienkirche zur Madonna von Tschenstochau
- Kirche zur Heiligen Familie
- Herz-Jesu-Kapelle
- Marienheiligtum auf den Wiktorówki
- Albertinerinnenkloster auf den Kalatówki
- Albertinerkloster auf dem Schlafenden Berg
- Einsiedelei des Bruder Albert
- Marienkirche auf der Olcza
- Marienheiligtum zur Madonna von Fatima
- Heiligkreuzkirche
- Antoniuskirche
- Barmherzigkeitskirche auf der Cyrhla
- Barmherzigkeitskirche auf der Chramcówki
- Marienkirche auf der Górka
- Marienkirche auf der Gubałówka
- Bonifraterkoster auf den Krzeptówki
- Karmeliterinnenkloster
- Ursulanerinnenkloster auf den Jaszczurówki
- Kirche der Siebenten-Tags-Adventisten

Die Synagogen wurden nach dem deutschen Überfall auf Polen von den Besatzern zerstört, der Jüdische Friedhof ist 2004 restauriert worden.

### Wanderwege
Durch Zakopane verlaufen unter anderem der Bergwanderweg Eisenach–Budapest sowie der Lenin-Weg, der Bruder-Albert-Weg und die Panoramastraße Oswald-Balzer-Weg. Der bekannteste polnische Höhenweg, der Orla Perć, verläuft auf der Grenze zur östlich gelegenen Gemeinde Bukowina Tatrzańska. In Zakopane beginnen zahlreiche markierte Wanderwege, die in die umliegenden Gebirge Hohe Tatra, Westtatra und Pogórze Spisko-Gubałowskie führen.

### Berghütten
Auf dem Gemeindegebiet von Zakopane gibt es drei Schutzhütten und ein Touristenhaus. Eine befindet sich im Grenztal Dolina Gąsienicowa zwischen Hoher Tatra und Westtatra und zwei in der Westtatra.
- Murowaniec-Hütte
- Kalatówki-Berghotel
- Kondratowa-Hütte
- Touristenhaus Zakopane

### Seilbahnen
Auf dem Gemeindegebiet von Zakopane befinden sich sechs Bergbahnen vom Ortskern.
- Seilbahn Kasprowy Wierch
- Standseilbahn Gubałówka
- Seilbahn Nosal
- Seilbahn Butorowy Wierch
- Seilbahn Polana Szymoszkowa
- Seilbahn Harenda

Im Skigebiet Kasprowy Wierch befinden sich zwei weitere Seilbahnen, die jedoch im Sommer nicht in Betrieb sind.

### Skigebiete
Auf dem Gemeindegebiet von Zakopane befinden sich sechs größere Skigebiete, von denen derzeit fünf tätig sind, sowie zahlreiche kleinere Skistationen.
- Skigebiet Kasprowy Wierch
- Skigebiet Gubałówka
- Skigebiet Nosal
- Skigebiet Butorowy Wierch
- Skigebiet Polana Szymoszkowa
- Skigebiet Harenda

Die beiden letztgenannten Skigebiete sind zusammen mit den benachbarten Skigebieten Skigebiet Suche in Poronin und dem Skigebiet Witów-Ski in Witów im Verband Góral Skipass vereinigt. Dies ist nach dem Skipass-Verband TatrySki der zweitgrößte Verband in der Region Podhale.

### Eisschnelllaufbahn
Im Zentrum von Zakopane befindet sich die COS Eisschnelllaufbahn, die für nationale und internationale Wettbewerbe sowie für die Olympiavorbereitung genutzt wird.

### Skispringen
Auf dem Gemeindegebiet von Zakopane befinden sich fünf Skisprungschanzen.
- Wielka Krokiew
- Średnia Krokiew
- Mała Krokiew
- Maleńka Krokiew
- Adaś

Die ersten Skisprungschanzen in Zakopane entstanden 1910 auf der Alm Kalatówki und 1920 auf dem Berg Antałówka. Beide Schanzen werden nicht mehr genutzt.

### Thermalbäder
Auf dem Gemeindegebiet von Zakopane gibt es zwei Thermalbäder.
- Aquapark Zakopane
- Terma Polana Szymoszkowa

Des Weiteren befinden sich in den umliegenden polnischen Gemeinden fünf Thermalbäder sowie drei auf der slowakischen Seite.

## Partnerstädte
- Bansko, Bulgarien
- Bariloche, Argentinien
- Bavel, Niederlande
- Polonezköy, Türkei
- Poprad, Slowakei
- Saint-Dié-des-Vosges, Frankreich
- Siegen, Deutschland
- Sopot, Polen
- Stryj, Ukraine
- Vysoké Tatry, Slowakei

## Persönlichkeiten

### Söhne und Töchter der Stadt
- Franciszek Bujak (1896–1975), Skisportler
- Józef Bujak (1898–1949), Skisportler
- Aleksander Rozmus (1901–1986), Skisportler
- Zbigniew Wóycicki (1902–1928), Offizier und Skisportler
- Stanisław Chrobak (1902–?), Skisportler
- Stanisław Kądziołka (1902–1971), Militärpatrouillenläufer
- Henryk Mückenbrunn (1903–1956), Skisportler
- Stanisław Gąsienica-Sieczka (1904–1975), Skispringer und Nordischer Kombinierer
- Franciszek Cukier (1905–1954), Skispringer
- Zdzisław Motyka (1907–1969), Skilangläufer
- Stanisław Skupień (1907–1983), Skilangläufer
- Bronisław Czech (1908–1944), Skisportler
- Karol Gąsienica-Szostak (1908–1996), Skisportler
- Piotr Kolesar (1910–1940), Skispringer
- Michał Górski (1911–1985), Skisportler und Architekt
- Jerzy Ustupski (1911–2004), Ruderer
- Izydor Gąsienica-Łuszczek (1912–1992), Skisportler
- Andrzej Marusarz (1913–1968), Skisportler
- Stanisław Marusarz (1913–1993), Skisportler
- Mieczysław Wnuk (1917–2010), Skisportler
- Krystyna Czarnocka (1920–2005), Weberin und Kunsthistorikerin
- Jan Kula (1922–1995), Skisportler
- Anna Morawska (1922–1972), Publizistin, Übersetzerin und Buchautorin
- Stanisław Bukowski (1923–2002), Skilangläufer
- Stefan Dziedzic (1927–2006), Skisportler und Politiker
- Aleksander Kowalski (1930–2009), Skisportler
- Franciszek Gąsienica Groń (1931–2014), Skispringer und -trainer
- Helena Gąsienica Daniel (1934–2013), Skilangläuferin
- Roman Gąsienica-Sieczka (1934–2006), Skispringer
- Zofia Krzeptowska (* 1934), Skilangläuferin
- Maria Gąsienica Daniel-Szatkowska (1936–2016), Skirennläuferin
- Józefa Czerniawska-Pęksa (* 1937), Skilangläuferin
- Józef Gąsienica-Bryjak (1937–2002), Skisportler
- Czesława Stopka (1937–2021), Skilangläuferin
- Kazimierz Zelek (1937–2019), Skilangläufer
- Anna Krzeptowska-Żebracka (1938–2017), Skilangläuferin
- Józef Gut-Misiaga (* 1939), Skilangläufer
- Józef Gąsienica (1941–2005), Skisportler
- Hartmut Voit (* 1944), Historiker
- Józef Gąsienica Daniel (1945–2008), Skisportler
- Andrzej Bachleda-Curuś (* 1947), Skirennläufer
- Janusz Grzywacz (* 1947), Fusion- und Jazzmusiker
- Andrzej Rapacz (1948–2022), Biathlet
- Kazimierz Długopolski (* 1950), Nordischer Kombinierer und Skispringer
- Jan Bachleda-Curuś (1951–2009), Skirennläufer
- Wojciech Fortuna (* 1952), Skispringer und Olympionike
- Janusz Waluś (* 1953), Attentäter
- Marek Pach (* 1954), Skispringer und Nordischer Kombinierer
- Stanisław Bobak (1956–2010), Skispringer
- Władysław Klamerus (1956–1992), Bildhauer und Maler
- Dorota Mogore-Tlałka (* 1963), Skirennläuferin
- Małgorzata Mogore-Tlałka (* 1963), Skirennläuferin
- Jerzy Dominik (* 1964), Eisschnellläufer
- Stefan Habas (* 1971), Nordischer Kombinierer und Skispringer
- Robert Mateja (* 1974), Skispringer
- Andrzej Bachleda-Curuś (* 1975), Skirennläufer
- Małgorzata Mirga-Tas (* 1978), Bildhauerin, Malerin und Aktivistin
- Daniel Bachleda (* 1981), Nordischer Kombinierer
- Dawid Lubowicz (* 1981), Jazzmusiker
- Marcin Bachleda (* 1982), Skispringer
- Maciej Maciusiak (* 1982), Skispringer und Skisprungtrainer
- Krystyna Guzik (* 1983), Biathletin
- Sebastian Druszkiewicz (* 1986), polnisch-tschechischer Eisschnellläufer
- Adam Kwak (* 1986), Biathlet
- Mateusz Rutkowski (1986–2024), Skispringer
- Agnieszka Gąsienica-Daniel (* 1987), Skirennläuferin
- Kamil Stoch (* 1987), Skispringer
- Paweł Urbański (* 1987), Skispringer
- Łukasz Rutkowski (* 1988), Skispringer
- Martyna Galewicz (* 1989), Skilangläuferin
- Karolina Sztokfisz (* 1989), Snowboarderin
- Aleksandra Król-Walas (* 1990), Snowboarderin
- Maciej Nędza-Kubiniec (* 1990), Biathlet und Skilangläufer
- Mateusz Michalski (* 1992), Eishockeyspieler
- Wojciech Marusarz (* 1993), Nordischer Kombinierer
- Maryna Gąsienica-Daniel (* 1994), Skirennläuferin
- Klemens Murańka (* 1994), Skispringer
- Andrzej Stękała (* 1995), Skispringer
- Kinga Zbylut (* 1995), Biathletin
- Oskar Kwiatkowski (* 1996), Snowboarder
- Natalia Sidorowicz (* 1998), Biathletin
- Joanna Jakieła (* 1999), Biathletin
- Dawid Jarząbek (* 1999), Nordischer Kombinierer
- Jan Guńka (* 2002), Biathlet
- Adam Niżnik (* 2002), Skispringer

## Panorama

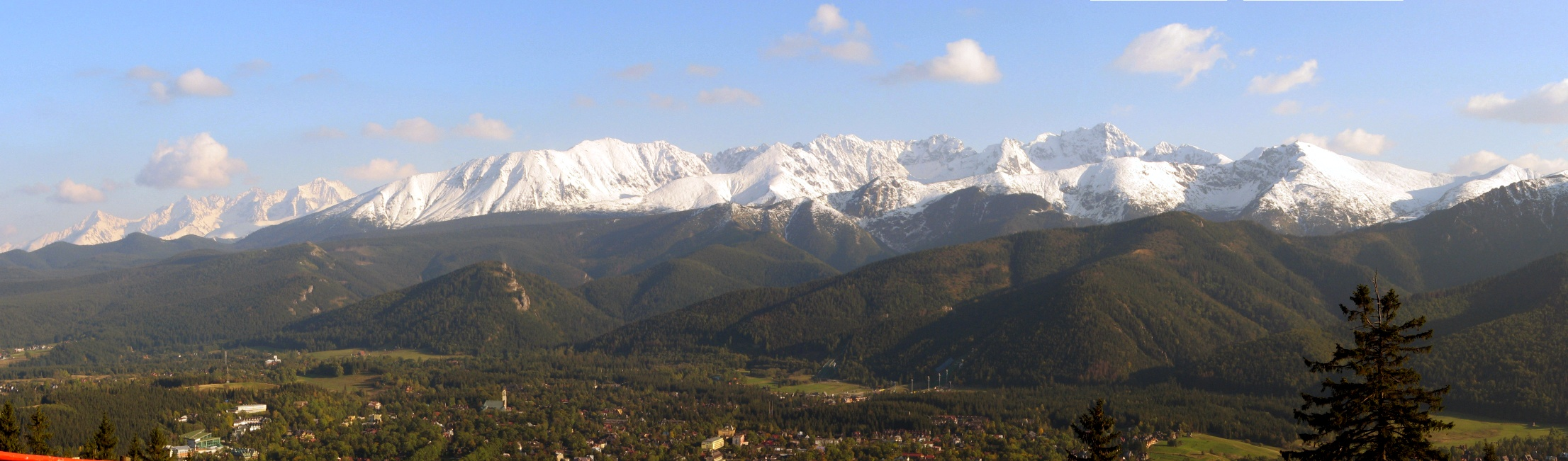
Blick von der Gubałówka auf Zakopane